# Donald Trump
Donald John Trump (født 14. juni 1946 i Queens, New York) er en amerikansk forretningsmand, tv-personlighed og republikansk politiker, der siden 20. januar 2025 har tjent som USA's 47. præsident, med embedsperiode fra 2025-2029. Han har tidligere tjent som USA's 45. præsident i perioden 2017-2021. 
Han vandt præsidentvalget i 2024, hvor han besejrede den demokratiske modkandidat Kamala Harris.Han besejrede i forbindelse med præsidentvalget i 2016 den demokratiske modkandidat Hillary Clinton. 
Han genopstillede som den republikanske præsidentkandidat ved præsidentvalget i 2020, hvor han – som den 11. præsident i amerikansk historie – ikke lykkedes med at opnå genvalg, da han tabte til den demokratiske modkandidat Joe Biden. Med sejren ved valget i 2024 blev Trump den ældste person (78 år) i amerikansk historie, der blev valgt som præsident. Ved samme valg blev han ligeledes den blot anden person i amerikansk historie til at blive valgt til at tjene som præsident i to ikke på hinanden følgende perioder (den anden var Glover Cleveland).
Trump er født og opvokset i Queens, en bydel i New York City. Han dimitterede med en bachelorgrad i økonomi fra Wharton School i 1968, og begyndte herefter at arbejde for faderens ejendomsvirksomhed. Han fik ansvaret for samme virksomhed i 1971, hvor han udvidede virksomhedens operationer til også at omfatte bydelen Manhattan, ligesom han også omdøbte virksomheden til Trump Organization. Virksomheden har bl.a. beskæftiget sig med at drive, renovere og opføre lejlighedskomplekser, skyskrabere, hoteller, kasinoer og golfbaner. Virksomheden har således bl.a. opført og driver i dag skyskraberne Trump Tower og Trump World Tower på Manhattan i New York City. I 2020 anslog Forbes, at Trumps nettoformue udgjorde $ 2,1 milliarder.
Trump har siden 1970'erne etableret sig som en velkendt mediepersonlighed, der ofte har gjort sig bemærket i det offentlige rum. Således har Trump bl.a. medvirket i adskillige talkshows, ligesom han regelmæssigt har medvirket i forskellige store medieevents og interviews. Dette har afstedkommet, at Trump også har kunne forfølge forskellige sideforretninger, som typisk har bygget på at licensere sit navn og markedsføre andre produkter ved hjælp af sit navn. Af eksempler på sådanne sideforretninger kan nævnes Trump Shuttle, Trump Vodka, Trump Steaks, Trump Mortgage, GoTrump.com og Trump University. Endvidere har Trump fra 1996 til 2015 ejet skønhedskonkurrencen Miss Universe. Trump blev dog for alvor kendt i den amerikanske befolkning, da han mellem 2003 og 2015 producerede og var vært for den populære reality-tv-serie The Apprentice.
Trump annoncerede d. 16. juni 2015 sit kandidatur som republikansk præsidentkandidat. Hans politiske platform er blevet beskrevet som populistisk, protektionistisk og nationalistisk. Til trods for forskellige kontroverser, etablerede Trump sig hurtigt som frontløberen i det republikanske parti, hvilket også resulterede i, at han d. 19. juli 2016 formelt – i forbindelse med det republikanske nationale partikonvent – blev udpeget som republikanernes præsidentkandidat. På trods af at Trump ikke blev favoriseret i de fleste landsdækkende prognoser og meningsmålinger, lykkedes det ham d. 8. november 2016 at slå den demokratiske præsidentkandidat, Hillary Clinton. På daværende tidspunkt var han den ældste amerikanske præsident til at blive valgt til sin første præsidentperiode (siden overgået af Joe Biden), ligesom han var den første uden forudgående militærtjeneste eller anden statslig tjeneste.
Hans præsidentperiode har været præget af adskillige kontroverser, herunder den såkaldte Mueller-undersøgelse (2017-2019), to rigsretsager, hans håndtering af Coronaviruspandemien i 2019-2020 og Stormen på United States Capitol 2021. Flere af Trumps udtalelser har ligeledes været genstand for stor debat og forargelse, herunder har særligt Trumps private Twitter-profil været genstand for forskellige kontroverser. Trump har i denne forbindelse i særlig grad anvendt Twitter og andre sociale medier til at kommunikere direkte med omverdenen og sine følgere. Selvom andre præsidenter, statsoverhoveder og politikere ligeledes har anvendt diverse sociale medier til at kommunikere, har Trumps brug af disse medier skilt sig ud både hvad angår hyppighed og hvad angår indhold. Således har Trump bl.a. videredelt og fremført forskellige udokumenterede påstande og konspirationsteorier på Twitter, ligesom han også har fremført adskillige personangreb på politiske modstandere. Som reaktion på stormen på United States Capitol 2021 valgte de fleste sociale medier, herunder Twitter, at bandlyse Trumps profiler, da disse sociale medier mente, at Trump havde forbrudt sig på deres interne retningslinjer ved bl.a. at tilskynde til vold.
Indenrigspolitisk fik Trump i 2017 gennemført en omfattende skattereform (såkaldte "Tax Cuts and Jobs Act of 2017"), som bl.a. medførte at selskabsskatten i USA blev nedsat fra 35 % til 21 %. Ligeledes kom mange af Trump-administrationens forretningsvenlig tiltag til udtryk gennem større deregulering. Trump førte en strammere indvandringspolitik, som bl.a. kom til udtryk i hans nultolerance-politik, Travel Ban (indrejseforbud til USA for visse nationaliteter) samt hans vedvarende fokus på at bygge en grænsemur langs grænsen med Mexico.  I december 2018 fik han gennemført en større fængselsreform (såkaldte "First Step Act"), som bl.a. havde til hensigt at nedsætte antallet af indsatte i landets føderale fængsler. Endvidere har han fået udpeget tre højesteretsdommere, henholdsvis Neil Gorsuch, Brett Kavanaugh og Amy Coney Barrett. Udenrigspolitisk har Trump forfulgt sin "America First"-dagsorden, som bl.a. har medført, at USA har trukket sig fra og genforhandlet forskellige handelsaftaler (fx Trans-Pacific Partnership), ligesom Trump har ført en handelskrig overfor Kina. Ligeledes har Trump trukket USA ud af Paris-aftalen, som havde til formål at begrænse udledning af drivhusgasser, ligesom han også har trukket USA ud af Iran-aftalen, som havde til formål at sikre, at Iran ikke ville udvikle en atombombe. Trump har ved flere lejligheder, som den første amerikanske præsident, mødtes med Nordkoreas leder, Kim Jong-un. Endvidere anerkendte Trump d. 6. december 2017 Jerusalem som Israels hovedstad og annoncerede ved samme lejlighed, at USA's ambassade i Israel ville blive flyttet fra Tel Aviv til Jerusalem. Endvidere fremlagde Trump-administrationen i slutningen af januar 2020 en såkaldt fredsplan – Peace to Prosperity – som havde til hensigt at løse den israelsk-palæstinensiske konflikt. Efterfølgende har flere arabiske lande normaliseret og etableret diplomatiske forbindelser med Israel. Eksempelvis FAE og Bahrain i forbindelse med Abraham-aftalerne i september 2020, som USA ligeledes er medunderskriver af.
Trump er den eneste amerikanske præsident, der er blevet anklaget i rigsretten to gange, i 2019–20 for magtmisbrug og obstruktion af Kongressen, efter at han pressede Ukraine til at undersøge anklager imod Joe Biden, og i 2021 for tilskyndelse til oprør. Senatet frifandt ham i begge sager. Trump nægtede at erkende at han tabte præsidentvalget i USA 2020 til Joe Biden og fremførte i stedet udokumenterede påstand om udbredt valgsvindel, herunder forsøgte at omstøde resultaterne. Den 6. januar 2021 opfordrede han sine tilhængere til at marchere til United States Capitol, som mange af dem angreb. Siden han forlod embedet, har Trump fortsat med at dominere det republikanske parti og er dets formodede kandidat til Præsidentvalget i USA 2024.
I maj 2024 fandt en jury i New York Trump skyldig i 34 anklagepunkter vedrørende forfalskning af forretningsdokumenter relateret til en tys-tys betalinger til pornostjernen Stormy Daniels, hvilket gjorde ham til den første tidligere amerikanske præsident, der er blevet dømt for en forbrydelse. Han er blevet tiltalt i tre andre jurisdiktioner for 54 andre strafferetlige anklagepunkter relateret til hans håndtering af klassificerede dokumenter og bestræbelser på at omstøde præsidentvalget i 2020.

## Baggrund
Begge Donald Trumps forældre – Fred Trump (født Frederick Christ Trump) og Mary Anne MacLeod Trump – havde europæiske aner, og alle Donald bedsteforældre var derfor født på det europæiske kontinent.

### Bedstefaren – Frederick Trump
Donald Trumps fader Fred Trump var søn af to tyskfødte immigranter, henholdsvis Frederick Trump Sr. (født Friedrich Trump) og Elizabeth Christ. Donalds bedstefar Frederick anses som patriarken i Trump-familien. Han havde i 1885 immigreret til New York fra Kallstadt i Pfalz (som dengang var en del af kongeriget Bayern). Fra den samme lille by kom også faren til Henry John Heinz, der opfandt Heinz-ketchup, og som er en fjern slægtning til Donald Trump.
Frederick arbejdede i årene umiddelbart efter sin ankomst til USA som barber i New York , men i 1891 valgte han at flytte vestpå til Seattle, hvor han købte og drev en restaurant, der også fungerede som et pensionat og bordel. I 1892 blev Frederick amerikansk statsborger.:94  Han solgte sin restaurant i Seattle i 1894 og flyttede til Monte Cristo nord for Seattle, hvilket var en lille mineby, hvor der var blevet fundet gul og sølv – forventningen var derfor, at man her kunne tjene en formue. Der viste sig dog ikke at være så mange mineraler i Monte Cristo,:68 og Frederick flyttede derfor efter nogle år tilbage til Seattle. I Seattle åbnede Frederick en ny restaurant, mens han ligeledes investerede i nogle krav på mineraler i forskellige områder.:72 I begyndelsen af 1898 havde Frederick tjent nok penge til at tage til Yukon.:79 Frederick havde dog ingen planer om at udvinde og mine guld, da han tog til Yukon. :81 I stedet grundlagde og drev han – sammen med en forretningspartner – forskellige restaurant og hoteller i området, heriblandt grundlagde han i 1900 White Horse Restaurant and Inn i Whitehorse, Yukon.:87–88 Til trods for restaurantens økonomiske succes begyndte Frederick at drage uklar med sin forretningspartner. De afbrød deres forretningsforbindelse i februar 1901, hvorefter Frederick solgte sin andel af restauranten og forlod Yukon. :90–91 
Frederick vendte i 1901 hjem til Kallstadt, Tyskland, hvor han straks forelskede sig i den 11 år yngre Elisabeth Christ, som boede i nabohuset til Fredericks barndomshjem i Kallstadt. På trods af protester fra Fredericks mor – der var bekymret for Elisabeths lavere sociale status – giftede Fredericks sig med Elisabeth, hvorefter parret i 1902 sammen flyttede tilbage til New York. Grundet hjemve flyttede parret kortvarigt tilbage til Tyskland, men fordi de lokale myndigheder beskyldte Frederick for at have forladt Tyskland for at undgå tjeneste i den kejserlige hær, måtte parret på ny flytte tilbage til New York, hvor de endelig bosatte sig i nabolaget Woodhaven, Queens. Parret fik i alt tre børn, hvoraf Fred Trump – som blev født i 1905 – var det andet barn i søskendeflokken.
Efter tilbagekomsten til New York arbejdede Frederick som hotel manager og investere samtidig i fast ejendom samt værdipapirer.:112  I denne forbindelse opbyggede og udviklede han en mindre portefølje af fast ejendom i og omkring nabolaget Woodhaven, Queens. Frederick døde pludseligt i 1918 af influenzaen Den Spanske Syge,:116 og efterlod sig i denne forbindelse en mindre formue i form af ejendomme og værdipapirer til sin familie. Elizabeth satte sig herefter for at forvalte den formue, som hendes mand havde efterladt hende. Det var Elizabeths ønske, at hendes børn skulle overtage kontrollen over ejendomsporteføljen, når de havde gennemført deres skolegang.

### Faren – Fred Trump
Efter Frederick død i 1918 var Fred ivrig efter at blive involveret i familievirksomheden. Fred gik fra 1918 til 1923 på Richmond Hill High School i Queens, mens han samtidig havde forskellige fritidsjob. Efter han havde færdiggjort sin skolegang i 1923 – i en alder af 18 år – blev han involveret i familiens ejendomsforretning, som moren i mellemtiden havde holdt kørende. Fred blev udlært og studerede tømrefaget, herunder blev han undervist i læsning af blåtryk. Elizabeth fortsatte med at drive forretningen under sit navn, indtil Fred fyldte 21 år og nåede myndighedsalderen. Firmanavnet "E. Trump & Son" optrådte således i reklamer allerede i 1924. Selvom Elizabeth løbende afgav mere og mere ansvar og indflydelse til Fred, så forblev hun involveret i selskabets daglige drift frem til, at hun havde rundet de 70 år. Da virksomheden således eksempelvis officielt blev indregistreret i 1927, hvor Fred havde nået myndighedsalderen, blev den fortsat registeret under navnet "E. Trump & Son". "Det var ikke en misvisende betegnelse," skrev Wayne Barrett, "hun var dybt involveret i forretningen".
I henhold til en artikel i The New York Times fra 1927 blev den dengang 21-årige Fred arresteret i forbindelse med optøjer, der involverede KKK-medlemmer. Artiklen påviste dog hverken, om Fred skulle have haft nogen tilknytning eller sympati for KKK, ligesom årsager og hvad han eventuelt skulle have været blevet anklaget for, ikke fremgår af artiklen.
I 1933 var Fred den drivende kraft bag supermarkedet Trump Market, som var beliggende i Woodhaven. Supermarkedet var skelsættende, idet det var det første supermarked i Woodhaven, som muliggjorde at kunderne selv kunne udvælge produkter fra butikshylderne, fremfor at blive ekspederet af personalet. Således var supermarkedets slogan også: "Serve Yourself and Save!". Trump Market blev hurtigt en succes, og efter blot et år valgte Fred at sælge dette til en konkurrerende supermarkedskæde, King Kullen.
Det var i 1930'erne, at Fred – som følge af forskellige ejendomsprojekter – for alvor etablerede et navn for sig selv i New York City, som en af de mest succesfulde forretningsmænd. I 1934 købte han blandt andet et realkreditselskab, som var gået konkurs. Dette gav Fred adgang til ejendomsrettighederne til mange ejendomme, der nærmede sig tvangsauktion. Disse ejendomme købte han efterfølgende billigt og solgte med fortjeneste. Ligeledes udnyttede Fred lånesubsidier skabt af Federal Housing Administration (FHA) kort efter programmets start i 1934 til at opføre ejendomme med fortjeneste. I 1938 omtalte avisen Brooklyn Daily Eagle Trump som "boligbyggeriets Henry Ford". I 1942 havde han bygget 2.000 boliger i Brooklyn med FHA-midler.
Efter 2. verdenskrig udvidede Fred sin forretning til boliger for mellemindkomst-familier for hjemvendte veteraner. Fra 1947 til 1949 byggede han Shore Haven i Bensonhurst, som omfattede 32 seks-etagers bygninger og et indkøbscenter, der dækkede et område på omkring 12 hektar, hvilket skaffede ham $9 millioner i FHA-finansiering. I 1950 byggede han de 23 bygninger i Beach Haven Apartments over et areal op 16 hektar nær Coney Island, hvilket indbragte ham $16 millioner i FHA-midler. Det samlede antal lejligheder i disse projekter oversteg 2.700.
I begyndelsen af 1954 begyndte præsident Dwight D. Eisenhower og andre føderale ledere at fordømme ejendomsspekulanter. I juni 1954 inkluderede The New York Times Fred på en liste over 35 bygherrer i byen, der blev beskyldt for at skabe overnaturlige profitere på baggrund af regeringskontrakter. Han og andre blev derefter undersøgt af en Senatets bankkomité. Fred blev her fremhævet som et eksempler på, hvordan bygherrer tjente penge ved at bruge FHA. I 1966 blev Fred igen undersøgt for overnaturlig profit, denne gang af efterforskere fra delstaten New York. Denne kommission kaldte Fred "en ret snedig karakter" med "et talent for at få hver eneste øre af profit ud af sit boligprojekt", men der blev ikke rejst nogen anklager i forbindelse med undersøgelsen.

### Moren – Mary Anne MacLeod
Donald Trumps mor, Mary Anne MacLeod, blev født i den skotske by Tong på Isle of Lewis. Hun valgte som 18-årig at immigrere til USA, hvor hun d. 11. maj 1930 ankom til New York på skibet RMS Transylvania fra Glasgow, Skotland. Her erklærede hun med det samme, at hun havde til hensigt at søge amerikansk statsborgerskab og etablere permanent ophold i USA.. Hun var – det, der i dag betegnes som – en økonomisk migrant og var én af mange tusinde skotske statsborgere, der i denne periode flygtede fra de dårlige økonomiske forhold, som havde plaget Skotland i kølvandet på 1. verdenskrig.
Fred og Mary Anne MacLeod mødte første gang hinanden til en dansefest i begyndelsen til midten af 1930'erne. Fred fortalte sin mor (Elizabeth) samme aften, at han havde mødt sin kommende kone. Fred, der var lutheraner, giftede sig med Mary, der var presbyterianer, den 11. januar 1936, i Madison Avenue Presbyterian Church. En bryllupsreception blev afholdt på Carlyle Hotel i Manhattan, og de havde en enkelt nats bryllupsrejse i Atlantic City. Parret bosatte sig i Jamaica, i bydelen Queens, og fik fem børn: Maryanne Trump Barry (1937–2023), Fred Trump Jr. (1938–1981), Elizabeth Trump Grau (født 1942), Donald Trump (født 1946), og Robert Trump (1948–2020).

## Opvækst

### Tidlige liv
Donald John Trump blev født den 14. juni 1946 på Jamaica Hospital i bydelen Queens i New York City. Han voksede op i barndomshjemmet i Jamaica, også i bydelen Queens, som det fjerde barn i en søskendeflok på i alt fem. Trump voksede op i et stort to-etagers Tudor-hus, som faren selv havde bygget. Huset havde 23 værelser, hvilket afspejlede familiens økonomiske succes.
Som lille barn voksede Trump op i et hjem præget af velstand og en stærk arbejdsmoral. Trump blev kørt i privatskole af familiens chauffør. Faren var en hårdtarbejdende forretningsmand, der ofte tog sine børn med på byggepladser for at vise dem værdien af arbejde og penge. Trumps mor var mere hjemmeorienteret, der ifølge familieberetninger var varm, men også streng. Hun opdragede børnene med en blanding af kærlighed og disciplin.
Fra en tidlig alder udviste Trump tegn på selvsikkerhed og havde en energisk personlighed. Han var kendt for at være livlig og undertiden trodsig, hvilket senere blev en udfordring for hans forældre. I henhold til Trumps egen beretning i The Art of the Deal kunne han godt lide at teste grænser, fx ved at kaste kage mod lærere i skolen eller tage chancer i leg med venner. En historie fra hans tidlige barndom går på, hvordan han som femårig blev fanget i at bruge sin bror Roberts byggeklodser til at lave et tårn og derefter lime dem sammen, så Robert ikke kunne tage dem tilbage – et tidligt tegn på hans beslutsomhed og stædighed. Trumps far har senere fortalt, at Donald ofte kom i problemer, fordi han talte ud af tur og var involveret i små slagsmål. En tidligere nabo, Dennis Burnham, har også beskrevet ham som en "lille bølle" i nabolaget, der kunne finde på at drille yngre børn.

### Uddannelse
Donald Trump gik på en privatskole Kew-Forest School i bydelen Queens, New York City, til og med 7. klassetrin. I skolen var Trump, i henhold til klassekammerater og lærere, en blandet elev – intelligent og charmerende, men også til tider uartig og svær at styre. Han var således et vanskeligt barn med disciplinære problemer (både i skolen og privat), som i en tidlig alder udviste interesse for sin fars forretning. Trump havde en tendens til at være rebelsk og selvsikker. Som følge af dette blev han i en alder af blot 13 år sendt på en militær kostskole – på New York Military Academy (NYMA) – af faren. Hans far mente, at en struktureret og streng militærskole kunne hjælpe ham med at kanalisere sin energi og udvikle selvdisciplin.
Trump startede på NYMA i 1959 og tilbragte fem år der – fra ottende klasse til han afsluttede gymnasiet i 1964. Skolen, der ligger i Cornwall-on-Hudson (lidt nord for New York City), var kendt for sin militære struktur, hvor eleverne levede under et regimenteret system med uniformer, marcher, og en streng dagsorden. Trump har selv beskrevet sin tid der som udfordrende, men også formativ. Han tilpassede sig hurtigt til miljøet og steg i graderne inden for skolens kadetkorps. I sit sidste år blev han udnævnt til kaptajn og havde ansvar for at lede en gruppe kadetter, hvilket viste, at han havde udviklet lederevner og evnen til at fungere i et hierarkisk system.
Ifølge Trump selv og hans klassekammerater var han en konkurrencedygtig elev, både akademisk og i sport. Han spillede på skolens baseball- og fodboldhold og blev kendt som en energisk og selvhævdende personlighed. Hans tid på NYMA blev også præget af historier, han senere fortalte, om hvordan han lærte at respektere autoritet og samtidig udvikle en evne til at tage kontrol i situationer – egenskaber, han senere brugte i sin forretningskarriere.
Selvom Trump har talt positivt om sin tid på NYMA og fremhævet, hvordan det formede ham, er der også beretninger om, at han ikke altid var begejstret for skolens strenge regime, mens han var der. Ikke desto mindre afsluttede han sit uddannelsesforløb med succes i 1964, hvorefter han valgte at fortsætte sit uddannelsesforløb på Fordham University i stedet for at forfølge en militær karriere. 
Fordham University ligger i bydelen Bronx, New York, og var derfor et naturligt valg for Trump, da det lå tæt på hans hjem i Queens og samtidig tilbød en solid uddannelse. Trump tilbragte to år på Fordham, hvor han studerede på College of Arts and Sciences, hvor han tog forskellige kurser – der sandsynligvis omfattede diverse økonomi kurser – der kunne forberede ham til en fremtid i forretningsverdenen. Trump har senere beskrevet sin tid på Fordham som relativt ligetil, men ikke særligt mindeværdig. I The Art of the Deal nævner han, at han "gjorde det godt" akademisk, men han går ikke i dybden med detaljer om sin oplevelse der.
I 1966 – efter sit andet år – valgte Trump at skifte til Wharton School ved University of Pennsylvania, en af landets førende business-skoler (et såkaldt Ivy League-universitet). Wharton var en af de mest prestigefyldte business-skoler i USA, kendt for sin fokus på finans, økonomi og iværksætteri, hvilket passede perfekt til Trumps ambitioner om at tage sin fars ejendomsforretning til næste niveau. Hans beslutning om at skifte til Wharton blev drevet af et ønske om en mere avanceret uddannelse og muligheden for at netværke med fremtidige forretningsledere, hvilket han senere beskrev som en strategisk beslutning. Trump begyndte på Wharton i efteråret 1966 og fulgte et studieprogram, der resulterede i en Bachelor of Science i økonomi, som han modtog i maj 1968. Selvom Wharton tilbød specialiseringer som finans og regnskab, valgte Trump en bredere økonomisk uddannelse uden en specifik koncentration, hvilket gav ham fleksibilitet til at anvende sin viden i ejendomsbranchen. Han har selv hævdet, at han var en fremragende studerende og blandt de bedste i sin klasse, men der er ingen officielle optegnelser, der bekræfter, at han dimitterede med udmærkelse. I The Art of the Deal siger Trump dog samtidig, at det vigtigste han lærte på Wharton var "ikke at lade sig imponere af akademiske akkreditiver (..) Akademiske akkreditiver beviser ikke ret meget".
Trump fortsatte – sideløbende med studierne på Wharton – med at arbejde deltid i sin fars firma i weekender og ferier, hvilket viste hans tidlige engagement i ejendomsudvikling.

## Forretningskarriere

### Arbejde i faderens virksomhed
Efter endt uddannelse i 1968 begynde Donald Trump officielt at arbejde i faderens virksomhed. Faderen havde på daværende tidspunkt opbygget sig en stor portefølje af forskellige aktiver og virksomheder – primært relateret til investering og udvikling af ejendomme. Således havde Fred hovedsageligt fokuseret på at udvikle og investere i lejemål til den amerikanske arbejderklasse, primært i de tre New York City bydele: Brooklyn, Queens, og Staten Island. Som eksempel på dette opførte Fred Trump bl.a. et stort lejlighedskompleks i Coney Island, Brooklyn, fra 1963-64 ved navn Trump Village.
Faderen overlod gradvist mere og mere det daglige ansvar til Donald, hvilket bl.a. mundede ud i, at Donald i 1971 blev tildelt posten som virksomhedens præsident. Præsident-titlen anvendes typisk i amerikanske selskaber, og bør ikke forveksles med CEO-titlen, men snare COO-titlen. En af Donalds første gerninger som præsident for selskabet bestod i at omdøbe selskabet til The Trump Organization. Selvom faderen havde tildelt præsident-titlen til Donald, forblev han dog forsat virksomhedens administrerende direktør (CEO) samt bestyrelsesformand.
Faderens forretningsimperie bestod i starten af 1970'erne af 48 selskaber samt 15 familie-partnerskaber. Værdien af det samlede forretningsimperie blev i starten af 1970'erne estimeret til et sted mellem $40 millioner og $100 millioner, omend Fred selv vurderede værdien til at være omkring $200 millioner. Her var Donalds primære opgave, som virksomhedens præsident, at varetage driften af de mellem 10.000 og 22.000 lejemål, som forretningsimperiet bestod af. Donald og Fred kom på kanten med loven, da det amerikanske justitsministeriet (DoJ) i 1973 indledt en sag omhandlende brud på den såkaldte 'Fair Housing Act'. Justitsministeriet anklagede Trump Management (en del af The Trump Organization) for at have diskrimineret mod sorte lejere. Der var angiveligt blevet tilføjet en ekstra side til sorte lejeres ansøgning, hvori bogstavet "C" for "Colored" (=farvede) angiveligt var blevet påtrykt. Dette havde angiveligt afstedkommet, at man kunne diskriminere mod sorte lejere og grundløst afvise deres ansøgninger til fordel for hvide lejere. Donald afviste anklagerne, og efter anvisning af sin daværende advokat, Roy Cohn, fremlagde han et modkrav om en erstatning på $100 mio. fra den amerikanske stat, som følge af skader/injurie. Sagen ente med et forlig i 1975, hvori Trump ikke anerkendte, at der var sket noget ulovligt, omend han indvilgede i at iværksætte forskellige tiltag, der skulle øge diversiteten blandt lejerne. Justitsministeriet rejste dog en tilsvarende sag nogle år senere i 1978, hvori de argumenterede for, at Trumps selskab ikke havde overholdt det forlig, der oprindeligt var blevet indgået. Det amerikanske justitsministerie ønskede i denne forbindelse, at selskabet lavede yderligere rapportering til staten, således at de kunne monitorere selskabets udvikling på området. Det er dog uklart, hvad konsekvenserne af sagen har været, og om sagen har ført til signifikante ændringer i The Trump Organization's udlejningsprocedure.

### Ejendomsudvikling på Manhattan
Donald Trump begyndte i slutning af 1970'erne at fokusere sine forretninger omkring Manhattan, hvilket stod i skarp kontrast til faderens forretninger. Faderen havde også selv frarådet Donald at investere i ejendomme på Manhattan, men Donald havde angiveligt altid drømt om at gøre forretninger på Manhattan, hvorfor han valgte ikke at følge faderens rådgivning. Det skulle vise sig, at det var et rigtigt godt tidspunk at investere i Manhattan. På grund af byens på det tidspunkt dårlige økonomiske situation blev Donald tilbudt store skattefordele.

I 1978 købte Trump en 50% ejerandel i det daværende Commodore Hotel i partnerskab med hotelkæden Hyatt hotel, som derpå købte de resterende ejerandele. Dette var Donalds første store investering på Manhattan. Commodore Hotel havde på daværende tidspunkt en skrantende økonomi og havde oplevet store milliontab i årene inden Trumps opkøb, hvorfor investeringer og fornyelse af hotellet var påkrævet. Af denne årsag opnåede Donald, fra det på det tidspunkt næsten bankerotte bystyre, skattefrihed for over 40 år i forbindelse med købet af Commodore Hotel. Denne aftale var opnået i samarbejde med Fred Trump, som havde gode forbindelse til den daværende bogmester i New York, Abraham Beame. Donald opnåede lignende skattefordele i forbindelse med mange af sine andre investeringer på Manhattan. Trump brugte $100 millioner på at genopbygge og istandsætte hotellet, som genåbnede i september 1980 under et nyt navn - Grand Hyatt New York.
I 1979 købte Donald rettighederne til bygge et højhus, det der senere skulle blive Trump Tower, på Fifth Avenue, Midtown Manhattan. Planlægning af opførelsen af Trump Tower var allerede blevet påbegyndt årene forinden, hvor arkitekten Der Scutt, som Donald også havde arbejdet med i forbindelse med genopbygningen af Grand Hyatt New York, var blevet hyret. Oprindeligt havde Donald forestillet sig, at Trump Tower udelukkende skulle have været en kontorbygning, men eftersom grunden, hvorpå højhuset skulle opføres, var omfattet af en række lokalpolitiske bestemmelser, blev det besluttet at opføre et højhus bestående af både kontorer, lejligheder og detailforretninger. I fald bygningen udelukkende skulle have indeholdt kontorer, måtte man ikke opføre en ligeså høj bygning, som tilfældet var hvis man valgte at opføre et såkaldt 'mixed-use tower' (bestående af både kontorer, lejligheder og detailforretninger) med offentlig adgang. For at imødekomme kravet om at bygningen skulle være offentlig tilgængelig, blev det endvidere besluttet af opføre et 1.400 m2 atrium, som kvalificerede som "offentligt rum" i henhold til New York Citys reglement. Arbejdet med opførelsen af  Trump Tower blev påbegyndt i 1980 og afsluttet godt to år senere i 1982, mens bygningen officielt åbnede i 1983. Trump Tower er 202 meter højt, og er i dag (medio 2019) listet som den 79. højeste bygning i New York City. Donald Trump anvender bygningens 3-etages penthouselejlighed, som sin private residens, når han opholder sig i New York City, mens Trump Tower i dag også huser Trump Organizations hovedkvarter.
Af andre bygninger kan nævnes Trump World Tower, der ligger langs East River, og som blev færdigt i 2001. Umiddelbart efter opførelsen af Trump World Tower påbegyndtes opførelsen af Trump Place, et boligkompleks langs Hudson River. Trump har også en ukendt andel i Trump International Hotel and Tower, en 42-etagers kæmpebygning ved Columbus Circle i hjertet af New York City. 
Trump har flere bygge- og hotelprojekter i mange amerikanske byer, og også i andre lande.

### Andre forretningsaktiviteter
Trumps navn er også varemærke for en lang række enkeltforetagender, bl.a. indenfor beklædning, parfume og fødevarer. Siden 1999 har Trump således drevet et modelagentur gennem Trump Model Management. I 2005 blev Trump University lanceret, det tilbød kurser i økonomi, iværksætteri, ejendom og ledelse over internettet, med flere internationalt anerkendte professorer.[kilde mangler] Trump University er i dag lukket, efter en række søgsmål hvor der blev indgået forlig. Efter Subprime-krisen investerede Trump fra 2011 også i aktier.
Donald Trump spillede en meget synlig rolle i den langvarige rygtekampagne, der forsøgte at så tvivl om eksistensen af Barack Obamas dåbsattest. Hvis Obama ikke var født i USA, ville han ikke være en gyldig kandidat til præsidentvalget, da kandidater ifølge loven både skal være født i USA og statsborger i USA. Det Hvide Hus frigav senere Obamas fødselsattest. Flere kommentatorer har karakteriseret mistænkeliggørelsen af Obama som en racistisk reaktion på valget af den første afroamerikanske præsident.
I november 2012 valgte Trump at udsende en opfordring til revolution, efter at Barack Obama havde genvundet præsidentembedet.

### Formue
Størrelsen på Donald Trumps samlede formue har gennem årerne været genstand for megen debat. Dette skyldes blandt andet, at mange finansielle dokumenter vedrørende hans forretningsaktivitet ikke er offentligt tilgængelige. Derudover er værdien af Trumps aktiver ofte svær at fastsætte. Dette gælder både værdien af Trumps fysiske aktiver (ejendomme m.m.), men særligt også værdien af Donald Trump personlige brand. Derfor er estimater af Trumps formue fra medier såsom Bloomberg og Forbes, underlagt en stor grad af usikkerhed. Ligeledes er Donald Trump også blevet beskyldt for (også som del i retssager) selv at have overdrevet sin formue.
Erhvervsmagasin Forbes startede i 1982 med at udgive deres årlige rangering af de 400 rigeste amerikanske statsborgere - den såkaldte The Forbes 400. Donald Trump optrådte sammen med sin far på den oprindelige liste fra 1982, hvor deres samlede formue blev opgjort til $200 millioner. Fra 1984 opgjorde Forbes Donalds formue selvstændigt fra faderens. Det blev i denne forbindelse estimeret, at Donald var god for $400 millioner mens faderen "kun" var god for $200 millioner. Donald Trump var en af blot 36 personer, som i 2012 stadig var at finde på The Forbes 400 – sammenlignet med den originale liste fra 1984. På nær perioden 1990-1995, hvor Donald Trump bl.a. oplevede økonomiske problemer med sine kasinoer i Atlantic City, har han til og med den seneste rangering i 2018 altid figureret på The Forbes 400 listen. Forbes estimerede i 2018, at Donald Trumps formue var $3,1 milliarder, hvilket rangerede ham som nummer 259 på listen over de rigeste amerikanske statsborgere.
Donald Trump har selv ved flere lejligheder, anfægtet rigtigheden af Forbes' estimater af sin egen formue. Trump har vedvarende påstået, at hans formue er væsentlig højere end det, som Forbes er kommet frem til. Således påstod Trump i 1982, at faderens og sin egen samlede formue i 1982 udgjorde over $500 millioner, som var væsentlig mere end de $200 millioner Forbes havde opgjort den til. Ligeledes påstod Trump i 1992, at han havde en formue på $3,7 milliarder på trods af, at Trump end ikke var listet på The Forbes 400 på dette tidspunkt.
Tidligere journalister for Forbes har beskyldt Trump for bevist at have vildledt og løjet om størrelsen på sin formue. Således skulle Trump angiveligt selv have kontaktet journalisterne, under påskud af være Donald Trumps PR-person, John Barron (et pseudonym Trump angiveligt anvendte overfor journalister), og overdrevet størrelsen på sin egen formue. I henhold til de pågældende journalister, har dette i sidste ende medvirket til, at Forbes har overvurderet Trumps faktiske formue i deres forskellige rangeringer, hvilket Donald Trump i sidste ende har nyt godt af, idet det har muliggjort og sikret fremtidige forretningsaftaler etc..
Trump har ofte fortalt, at han begyndte sin karriere med "et lille lån på en million dollars" fra sin far, og at han har betalt lånet tilbage med renter. I oktober 2018 hævdede en undersøgelse fra New York Times imidlertid, at Trump var "millionær allerede som 8-årig", og at han i stedet for den påståede ene million havde lånt hele $413 millioner fra sin fars forretningsimperium i løbet af sit liv. Ifølge avisens undersøgelse har Trump og hans familie begået skattebedrag, hvilket advokater for Trump benægter. Skattemyndighederne i New York har bekræftet, at de efterforsker Trumps investeringer.

## Mediekarriere

### TV-karriere
Donald Trump har deltaget i adskillige TV-programmer og -udsendelser. I nogle af disse har Trump haft en hovedrolle og/eller regelmæssig rolle (f.eks. The Apprentice og Miss Universe ), mens han har haft en enkeltstående bi-rolle og/eller gæsterolle i andre (f.eks Saturday Night Live, The Nanny, Sex and the City og Emmy Awards). 

#### The Apprentice
I 2004 blev Trump producent og vært i NBC's The Apprentice (dansk: "lærlingen"), hvor en gruppe deltagere (mellem 15-18) konkurrerede om en lederstilling i et af Trumps firmaer med en årsløn på $250.000. Hver episode blev afsluttet i bestyrelsesrummet, hvor Trump eliminerede en af deltagerne ved at sige: "You're fired!" – et udtryk der gradvist har udviklet sig til Trump's catchphrase, og som han derfor senere forsøgte at registrere som sit varemærke. I den første sæson blev Trump betalt $50.000 per episode, totalt cirka $700.000. På grund af seriens umiddelbare succes blev betalingen for senere sæsoner øget kraftigt, og er påstået at være $3 millioner per episode, hvilket vil placere ham blandt de bedst betalte TV-personer. Der blev i perioden 2004-2007 produceret seks sæsoner af serien med Donald Trump som vært, som i gennemsnit havde mellem 20 og 7 mio. ugentlige seere. Yderligere en sæson af serien blev efterfølgende produceret i 2010. I 2007 blev Trump æret med en stjerne på Hollywood Walk of Fame for sit bidrag til TV-underholdning med The Apprentice.
I 2008 blev The Celebrity Apprentice med Donald Trump som vært lanceret. Til forskel fra den oprindelige serie, The Apprentice, var det her kendte som konkurrerede. Der blev i perioden 2008-2015 produceret 7 sæsoner af The Celebrity Apprentice med Donald Trump som vært. Sammenlagt blev der i perioden 2004-2015 således i alt produceret 14 sæsoner af The Apprentice og The Celebrity Apprentice med Donald Trump som vært for serien. Der blev yderligere produceret en sæson i 2005 af en spinoff-udgave af programmet med Martha Stewart som vært – og bl.a. Donald Trump som producent. Endvidere forsøgte man i 2017 at erstatte Donald Trump med Arnold Schwarzenegger som vært for serien – dog uden nævneværdig succes, hvorfor det blot blev til en sæson med Schwarzenegger som vært for serien.

#### WWE
Trump har gennem årene haft forskellige relationer til professionel wrestling, hvor han siden slutningen af 1980'erne særligt haft en tæt relation til Vince og Linda McMahon, som har været bestyrelsesformand, administrerende direktør og ejere af wrestlingorganisationen World Wrestling Entertainment (WWE). Således fandt henholdsvis WrestleMania IV og V sted i Atlantic City Convention Hall, hvilket Trump udnyttede ved at lade Trump Plaza Hotel and Casino være hovedsponsor  til begivenhederne. Derved byggede man begivenhederne op om, at de fandt sted tæt ved Trump Plaza, som var blevet opført nogle år tidligere i Atlantic City. Trump selv overværede begivenhederne fra første række (ringside).
I 2004, ved WrestleMania XX, deltog Trump i et live-interview, udført af den tidligere wrestler og guvernør for Minnesota Jesse Ventura. I 2007 deltog Trump i "Battle of the Millionaires" mod Vince McMahon, hvilket gav anledning til overskriften for WrestleMania 23. Under WrestleMania 23 besejrer Trumps wrestler, Bobby Lashley, McMahons wrestler, Umaga, hvilket gav anledning til, at Trump efterfølgende barberede McMahon skaldet, idet de to mænd forinden havde sat deres hård på højkant. I 2009 deltog Trump igen, hvor han angiveligt købte WWE's flagskibs-tv-program WWE Raw fra Vince McMahon, for derefter at sælge det igen kort tid efter.
Trump blev optaget i WWE Hall of Fame i 2013. Som præsident udnævnte Trump i 2016 Linda McMahon til sit kabinet, hvor hun blev udpeget som d. 25 Leder af Small Business Administration.

#### Miss Universe
Trump købte i 1996 skønhedskonkurrencen Miss Universe af ITT Corp. Han lavede i denne forbindelse en tv-aftale med CBS som varede frem til 2002. I 1998 flyttede han selskabets hovedsæde fra Los Angeles til New York City og omdøbte selskabet til Miss Universe Organization. Organisationen producerer skønhedskonkurrencerne Miss Universe, Miss USA og Miss Teen USA. I 2002 indgik Trump et joint venture med NBC, som efterfølgende overtog tv-rettighederne. Fra 2003 til 2014 blev skønhedskonkurrencen således sendt på NBC i USA. Som følge af kontroversielle udtalelser fra Trump omhandlende illegale indvandre, afbrød NBC i juni 2015 alle forretningsforbindelser til Trump. I et efterfølgende forlig i september 2015 blev det aftalt, at Trump ville købe NBC's ejerandel i Miss Universe. Tre dage efter solgte Trump hele selskabet til WME/IMG.

### Film
Donald Trump har medvirket i en række forskellige film, hvor han har haft forskellige små cameo-optrædener. Han har oftest medvirket i rollen som sig selv (Donald Trump) i enkeltstående scener, hvor han har haft få replikker. 
Den første film, hvor han medvirkede i var Ghosts Can't Do It (1989). Han medvirker i en kort scene, hvor han spiller sig selv, og giver en kvinde nogle forretningsråd. En af Trumps mest berømte roller er i filmen Alene hjemme 2: Glemt i New York (1992), hvor filmens hovedperson (Kevin McCallister) spørger Trump om vej i lobbyen til Plaza Hotel. Donald Trump, der på daværende tidspunkt ejede hotellet, viser ham i den rigtige retning.
Endvidere har Trump medvirket i The Little Rascals (1994), Across the Sea of Time (1995), Eddie (1996), Halløj på Wall Street (1996), 54  (1998), Celebrity (1998), Zoolander (2001), Two Weeks Notice (2002) og Wall Street: Money Never Sleeps (2010).
Yderligere har Trump medvirket indirekte (han eller hans navn er blevet omtalt eller fremvist) i flere film. 

### Musik
Donald Trump har ikke selv medvirket eller udgivet musik, men han –  eller hans forskellige brands (f.eks. Trump Tower, hans tv-show, hans hotelkæde eller hans kasinoer) – er blevet omtalt eller referereret i adskillige kendte sange. De nyeste sange fokuserer ofte på Trumps politiske kampagner, valg og tid som USA's præsident, men over 200 sange refererede allerede Trump før hans indtog i politik. De tidlige sanges referencer til Trump kredser om hans status som forretningsmagnat (referencen blev ofte her brugt som synonym for rigdom og succes), mens de nyere i højere grad fokuserer på Trumps politiske standpunkter.  
Trumps navn optrådte første gang i hiphop-tekster i 1980'erne, hvor han blev et ikon og én reference til de ultrarige. Et af de tidligste eksempler er Beastie Boys' sang "Johnny Ryall" fra albummet Paul's Boutique fra 1989, hvor de sammenligner Trump med hans hjemløse alter ego, Donald Tramp. Mens mange rappere i denne periode hyldede Trumps rigdom – ofte som en måde at sammenligne deres egne økonomiske ambitioner eller succes med hans – brugte andre deres musik som en platform til at kritisere Trumps forretningspraksis og politik. Blandt de tidligste var The Coup fra Oakland, Californien, som kritiserede og gjorde grin med Trump på deres to første album, der blev udgivet i begyndelsen af 1990'erne.
Rapperen Mac Miller udgav i 2011 sangen "Donald Trump ". Sangen, der er inspireret af penge, refererer til Donald Trump, særligt i forbindelse med Millers ambitioner om at blive rig og succesfuld som ham ("Take over the world when I'm on my Donald Trump shit / Look at all this money, ain't that some shit?"). Sangen blev en succes, der markerede Millers gennembrud – det var Millers første sang på USA's Billboard Hot 100. Donald Trump lykønskede indledningsvis Miller med sangen og kaldte ham "den nye Eminem", efter musikvideoen i august 2011 havde rundet over 20 millioner visninger på YouTube. Efter sangen havde fået flere streams i 2012, indtog Trump en mere aggressiv tone og krævede royalties for brugen af hans navn, hvilket udløste en konflikt med Miller.
Adskillige andre rapperes sangtekst har benævnt og refereret Trump. Herunder eksempelvis Nelly i sangen "Country Grammar (Hot Shit)" (2000), Jay Z i sangen "What More Can I Say" (2003), Kanye West i sangen "So Appalled" (2010), Nicki Minaj og DJ Khaled i sangen "I Wanna Be With You" (2013), samt Beyoncé og Nicki Mina i sangen "**Flawless Remix" (2014).

## Politisk karriere
Donald Trumps politiske tilhørsforhold har ændret sig adskillige gange gennem årene. Han har i gennem årene doneret penge til både uafhængige, demokratiske og republikanske kandidater. Det var ikke før omkring 2010, at Trumps politiske donationer begyndte udelukkende at gå til republikanske kandidater – forinden havde hovedparten af hans politiske donationer gået til demokratiske kandidater.
Trump registrerede for første gang sit partimæssige tilhørsforhold på Manhattan i 1987, hvor han lod sig registrere som republikaner. Forud for dette havde Trump registreret sit partimæssige tilhørsforhold iht. en ejendom i bydelen Jamaica, Queens, hvorfra det dog ikke vides hvilke partimæssige tilhørsforhold han lod sig registrere under. Trump ændrede sit partipolitiske tilhørsforhold til "uafhængig" i 1999, som direkte reaktion på sit kandidatur og støtte til Reformpartiet. I 2001 lod han sig registrere som demokrat. Denne status ændrede han på ny i 2009, således han igen var registeret som republikaner. I december 2011 registrerede Trump sit partipolitiske tilhørsforhold, som "intet partitilhørsforhold" (løsgænger), hvilket han dog få måneder senere, i april 2012, ændrede, således han igen var registeret som republikaner. Dette er ligeledes hans aktuelle partipolitiske tilhørsforhold.

### Tidelige politiske overvejelser
Trump havde allerede i slutningen af 1980'erne leget med tanken om at stille op som præsidentkandidat. Konkret overvejede han i 1988 at opstille som præsidentkandidat for Republikanerne, men valgte i sidste ende ikke at stille op. En republikansk aktivist – Mike Dunbar – havde i denne forbindelse forsøgt at få Trump til at stille op, da Dunbar ikke mente, at de daværende republikanske kandidater (vicepræsident George H.W. Bush og senator Bob Dole) var gode kandidater. Dunbar lancerede derfor en “Draft Trump”-kampagne (på dansk: "Rekrutter Trump") i 1987, som primært var baseret på, hvad han havde læst om Trump i The Wall Street Journal. Dunbar forsøgte at indsamle de fornødne underskrifter til fordel for Trump i New Hampshire, således han ville være opstillingsberettiget i det nærtstående primærvalg. Det lykkes endvidere Dunbar at overtale Trump til at give en tale i Portsmouth, New Hampshire, d. 22. oktober 1987. Trump og hans talsmand lagde dog afstand fra idéen om, at han ville stille op som republikansk præsidentkandidat.
Trump havde ligeledes selv fået indrykket helsidesannoncer i tre store aviser i 1987, hvori Trump advokerede for forskellige politisker. Heriblandt fortalte Trump, at USA burde "stoppe med at betale for at forsvare lande, der har råd til at forsvare sig selv", "reducere budgetunderskuddet, arbejde for fred i Mellemamerika og fremskynde forhandlinger om atom-nedrustning med Sovjetunionen". Disse politiske synspunkter fik Beryl Anthony Jr. – formanden for DCCC – til at udtale til The New York Times, at "budskabet Trump har fortalt er et demokratisk budskab".
Trump blev efterfølgende – d. 25. april 1988 – interviewet af Oprah Winfrey i forbindelse med udgivelsen af sin bog “The Art of the Deal”. Selvom intentionen med interviewet var at promovere bogen, herunder tale om Trump forretningsmæssige bedrifter, tog interviewet hurtigt en drejning, hvor Trump i stedet fremlagde forskellige politiske synspunkter. Oprah spurgte i denne forbindelse ind til Trump fremtidige intentioner, heriblandt om han overvejede at stille op som præsidentkandidat på et senere tidspunkt. Trump svarede, at det ville han "sandsynligvis ikke" (på engelsk: "Probably not"). Trump udelukkede derfor ikke endegyldigt at opstille på et senere tidspunkt og påpegede ligeledes, at han i så fald "troede han ville vinde" (engelsk: "I think I’d win"), hvis han valgte at opstille. Endvidere påpegede Trump, at han i hvert fald ikke ville stille op, hvis han troede han ville tabe.

### Præsidentvalget i USA 2000
Den 7. oktober 1999, i forbindelse med en udsendelse af Tv-programmet Larry King Live på CNN, annoncerede Trump, at han ville nedsætte et udvalg (på engelsk: en "exploratory committee"), der havde til hensigt at undersøge mulighederne for, at han kunne opstille som præsidentkandidat ved det kommende præsidentvalg i 2000. Det var særligt Minnesotas guvernør, Jesse Ventura, som privat havde forsøgt at overtale Trump til at opstille som kandidat for Reformpartiet. Ventura var på dette tidspunkt et fremtrædende medlem af Reformpartiet, der succesfuldt havde vundet guvernørskabet i Minnesota i 1998, hvilket havde været partiets hidtil største politiske sejr. Trump ændrede officielt sit partitilhørsforhold og blev en del af Reformpartiet i oktober 1999.
Reformpartiet var på dette tidspunkt splittet, selvom partiet i forbindelse med 1996-valget – under ledelse af Ross Perot – havde sikret sig et historisk godt præsidentvalg, hvor partiet havde modtaget mere end 8 millioner stemmer på nationalplan. Som direkte konsekvens af det gode resultat i 1996, ville partiets endelig nominerede præsidentkandidat modtage $12.5 millioner i føderal støtte, hvilket gjorde det attraktivt for diverse kandidater at opstille for partiet. Partiet var dog i 1999 splittet, hvor Perot og hans tilhængere var ikke var på bølgelængde med Ventura og hans politiske allierede.
Trump og hans kampagne præsenterede hans politiker og visioner i januar 2000. Dette skete blandet andet i forbindelse med udgivelsen af sin bog "The America We Deserve", som officielt blev udgivet d. 1. januar 2000. For at promovere bogen afholdte Trump d. 5. januar et pressemøde, hvor han samtidig ville signere sin bog, i Trump Tower. Dette pressemøde blev sendt på tv-kanalen C-SPAN. Her tilkendegav Trump, at han forsat undersøgte mulighederne for at opstille som præsidentkandidat, selvom han dog fortsat ville afventede med officielt at indgive sit kandidatur. Ligeledes anvendte Trump pressemødet til at adressere et af sine centrale politiske budskaber: "fair trade" (dansk: "retfærdig handelspolitik"). I denne forbindelse gav Trump udtryk for, at andre lande – såsom Japan og Kina – på uretfærdigvis havde udnytte diverse handelsaftaler til at udkonkurrere amerikanske virksomheder. Tre dage senere, d. 8. januar 2000, deltog Trump i en fundraiser til fordel for Jesse Ventura i Minnesota. Her advokerede Trump blandt andet for en eliminering af statsgælden ved at beskatte landets rigeste personer, ligesom han fremlagde sin plan for at reformere det amerikanske velfærdssystem, herunder indføre et universelt sundhedssystem. Trump havde i det føromtalte interview med Larry King fra oktober 1999 beskrevet sig selv som en "en ret konservativ fyr", der var "lidt liberal med hensyn til sociale spørgsmål, særligt sundhedspleje".
Trump havde i et tidligere interview – med CNN's Wolf Blitzer d. 28. november 1999 – tilkendegivet hvem han anså som mulige kabinet-medlemmer. Her havde han specifikt nævnt senatoren John McCain, som en mulig kandidat til posten som forsvarsminister, mens den pensionerede general Colin Powell blevet nævnt som en mulig udenrigsminister. Ligeledes tilkendegav Trump på ny, at Oprah Winfrey ville være hans ideelle vicepræsidentkandidat.
Da Trump på dette tidspunkt ikke var gift lovede han endvidere, at han ville løse dette problem (manglen på én førstedame) ved at gift sig med sin 29-årige kæreste, modellen Melania Knauss. Det blev dog senere i januar 2000 udmeldt, at Melania og Donald var gået fra hinanden. De holdt kontakten og blev dog genforenet et par måneder senere.
Den interne konflikt i Reformpartiet mellem Ventura- og Perot-fraktionen havde eskaleret mod slutningen af 1999. I januar 2000 forsøgte Trump at bringe de to fraktioner sammen, idet han inviterede partiets ledelse til den Trump-ejede Mar-a-Lago-klub i Palm Beach, Florida. I denne forbindelse proklamerede Trump blandt andet, at han var "eget stolt over at være del af Ross Perots og Jesse Ventura's parti". Til trods for Trumps forsøg på at forene partiet eskalerede konflikten i Reformpartiet. Et særligt partimøde blev efterfølgende arrangeret i Nashville, hvor man forventede, at Perot-fraktionen ville afskedige den nationale formand for partiet, som var den Ventura-allierede Jack Gargan. Ventura afholdte efterfølgende – den 12. februar – ét pressemøde, hvori han officielt annoncerede, at han forlod Reformpartiet. Den 14. februar annoncerede Trump, at han trak sit kandidatur. I en pressemeddelelse citerede han indbyrdes kampe i Reformpartiet som ikke "befordrende for sejren", ligesom han kritiserede dele af partiets medlemmer – heriblandt Pat Buchanan, som i sidste ende blev valgt som Reformpartiets præsidentkandidat. Reformpartiet nye formand Pat Choate (som havde afløst føromtalte Gargan) udtalte efterfølgende, at Trumps kampagne kun havde haft til formål at føre "smædekampagne mod Pat Buchanan".

### Politiske aktiviteter (2000–2016)
I 2011 overvejede Trump at opstille mod præsident Barack Obama ved præsidentvalget i 2012. Her optrådte han for første gang på Conservative Political Action Conference (CPAC) i februar 2011, ligesom han holdte taler i de tidlige primære delstater. I marts 2011 sagde Trump i forbindelse med et interview på tv-programmet Good Morning America, at han seriøst overvejede at opstille som præsident. I maj 2011 meddelte han dog, at han ikke ville opstille. Trumps præsidentielle ambitioner blev dog generelt ikke taget alvorligt på det tidspunkt.
I forbindelse med føromtalte interview i Good Morning America i marts 2011 havde Trump også udtrykt sig "lidt" skeptisk over for Obamas statsborgerskab. I denne forbindelse udtrykte Trump ligeledes, at "Da han voksede op, kendte ingen ham". Efterfølgende optrådte Trump i tv-programmet The View, hvor han igen betvivlet Obamas statsborgerskab og blandt andet sagde, at "jeg vil have ham [Obama] til at vise sin fødselsattest." Han spekulerede endvidere i, at "der [var] noget på den fødselsattest, som [Obama] ikke kan lide". Trump gentog efterfølgende disse påstande ved adskillige andre lejligheder, hvilket ligeledes fik forskellige medier til at dække påstandene. Konspirationsteorien om, at Obama ikke var født i USA, blev kendt som "birther movement", "birther kontroversen" eller "birther konspirationsteorien". Som følge af sin promovering af denne konspirationsteori, er Trump blev beskrevet som en (uofficiel) talsperson for bevægelsen bag denne teori. Trumps rolle i denne bevægelse var med til at øge hans nationale politiske profil.
Obama offentliggjorde sin fødselsattest den 27. april 2011. Trump sagde i denne forbindelse, at han var "virkelig beæret, og jeg er virkelig stolt over, at jeg var i stand til at gøre noget, som ingen andre kunne gøre." I forbindelse med den efterfølgende afholdte "White House Correspondents’ Dinner" i 2011, brugte Obama sin tale på at gøre grin med Trump og hans "birther konspirationsteori". Trump var her tilstede i salen under Obamas tale, hvilket har medført, at flere har spekuleret i om, hvorvidt denne latterliggørelse affødte en slag hævnfølelse hos Trump, der motiverede ham til opstille ved det efterfølgende præsidentvalg i 2016. Trump fortsatte dog efterfølgende med at holde liv i diverse spekulationer om Obamas statsborgerskab. Den 24. oktober 2012 tilbød Trump således eksempelvis at donere fem millioner dollars til en velgørende organisation efter Obamas valg, hvis han offentliggjorde hans college- og pasansøgninger inden den 31. oktober 2012.
I forbindelse med et arrangement den 2. februar 2012 i Las Vegas udtrykte Trump støtte til den senere valgte republikanske præsidentkandidat Mitt Romney. Trump gav i 2016 udtryk for, at Romney havde "tiggede" ham for hans støtte i forbindelse med 2012-valget. Denne udtalelse kom i kølvandet på, at Romney i 2016 havde udtryk, at Trump ikke var egnet til præsident.

### Præsidentvalget i USA 2016
Trump annoncerede formelt sit kandidatur som det Republikanske Partis præsidentkandidat den 16. juni 2015 i forbindelse med en tale i Trump Tower i New York City. I øjeblikke før hans bekendtgørelse kom han ned ad en gylden rulletrappe i Trump Tower, som siden er blevet et metonym for Trumps bekendtgørelse. I sin tale henledte Trump opmærksomheden på indenrigspolitiske spørgsmål såsom illegal immigration, offshoring af amerikanske job, USA's statsgæld og islamisk terrorisme. Kampagnens slogan blev samtidig annonceret som "Make America Great Again" (eller blot MAGA). Trump erklærede, at han selv ville finansiere sin præsidentkampagne og ville nægte at tage imod penge fra donorer og lobbyister. Bookmakeren Ladbrokes tilbød odds 150/1 (svarende til en sandsynlighed på mindre end 1%) for, at Trump ville vinde det endelige præsidentvalg.
Trumps annoncering af sit kandidatur gik efterfølgende viralt på diverse sociale medier, ligesom mere traditionelle medier dækkede bekendtgørelsen meget. Det meste af mediernes dækning gik i denne forbindelse på Trumps bemærkninger om ulovlig immigration, hvor han blandt andet sagde: "Når Mexico sender sine folk, sender de ikke deres bedste... De sender folk, der har masser af problemer, og de bringer disse problemer med [dem] De bringer stoffer. De bringer kriminalitet. De er voldtægtsmænd. Og nogle, antager jeg, er gode mennesker." Denne kommentaren blev tolket og rapporteret på forskellige måder. Trumps udtalelse var kontroversiel og fik flere virksomheder og organisationer – inklusive NBC, Macy's, Univision og NASCAR – til at afslutte deres forretningsforbindelser til Trump. Til trods for denne modreaktion i offentligheden stod Trump ved sine kommentarer og citerede nyhedsartikler, som belæg for sine påstande. Trump sagde, at hans kommentarer udelukkende havde til hensigt at være rettet mod Mexicos regering, som han mente anvendte grænsen, som et middel til at overføre kriminelle til USA. Han påpegede endvidere, at hans kommentarer ikke havde til hensigt at referere til immigranter selv.

#### Republikanske primærvalg
Donald Trump var én af i alt 17 kandidater i det Republikanske Parti, som skulle kæmpe om at blive republikanernes kandidat til præsidentembedet. Dette repræsenterede det største felt af kandidater nogensinde, og overgik de 16 kandidater, der i både 1972 og 1976 havde kæmpet om at blive den demokratiske præsidentkandidat. Jeb Bush blev indledningsvis anset for at være en lille favorit blandt de republikanske kandidater. Feltet af kandidater var groft opdelt i tre lejre. Græsrodskonservative, der var repræsenteret af blandt andet Cruz og Carson; det kristne højre, der var repræsenteret af blandt andet Huckabee og Santorum; og de moderate/establishment-kandidaterne, der var repræsenteret af blandt andet Bush og Christie. Flere kandidater – såsom Rubio, Walker og Kasich – blev anset for at have en politisk baggrunde, der kunne appellere til både konservative og moderate. Denne opdeling, herunder skelnet mellem græsrødderne og establishment, var dog ikke entydig, og flere af kandidaterne havde eksempelvis været medlemmer af Tea Party-bevægelsen, men havde efterfølgende søgt støtte fra fremtrædende partiældste og donorer. Kun tre af kandidaterne – Carson, Trump og Fiorina – var ægte ikke-establishmentkandidater i den forstand, at de ikke havde nogen formel politisk erfaring. Fiorina blev dog bredt anset for at have synspunkter på linje med establishment-fløjen ledet af Bush og Christie.

Til trods for at Trump ikke blev spået de store chance lige efter, at han havde annonceret sit kandidatur, begyndt han hurtigt at stige i diverse meningsmålinger. Efter et par uger, hvor han kortvarigt havde matchet Bush, førte Trump alle de større nationale meningsmålinger i midten af juli. Diverse eksperter tilskrev hans meget åbenhjertige natur, særpræget retorik og meget politisk ukorrekt natur (der stod i stærk kontrast til traditionelle politiske kandidater) denne succes, som vakte genklang hos mange republikanske primærvælgere. Den første tv-transmitterede debat mellem de ledende republikanske kandidater blev afholdt d. 6. august 2015. Debatten blev afviklet og modereret af Fox News. Trumps præstation delte her vandene, hvor forskellige eksperter kritiserede ham for at være uhøflig og uberegnelig, mens andre påpegede, at hans synspunkter var populære, og hans kritik var nødvendig.  Trump kritiserede efterfølgende Fox News moderatoren Megyn Kelly for at have stillet "latterlige" og upassende spørgsmål i forbindelse med debatten, idet hun havde antydet, at Trump tidligere havde ydret kvindefjendske og sexistiske kommentarer. Kontroversen mellem Trump og Kelly eskalerede yderligere, efter Trump overfor CNN kom med kontroversiel bemærkninger om Kelly. En stor national meningsmåling – fortaget af NBC News i forlængelse af den første debat, d. 6. august 2015 – viste, at Trump førte og fik tilslutning af hele 23% af de adspurgte, efterfulgt af Cruz med 13% og Carson på en tredjeplads med 11% tilslutning.
Trump byggede sit kandidatur på en række traditionelle republikanske kernesager (deregulering, skattelettelser, styrkelse af det amerikanske forsvar, udpegelse af konservative dommere, forsvar af det andet forfatningstillæg m.m.) samt en række mere utraditionelle mærkesager. Disse mærkesager omfattede blandt andet en skærpelse af den illegale immigration, et opgør med "special interests" samt lobbyister, genforhandling af ufordelagtige handelsaftaler og et opgør med USA's militære involvering i diverse konflikter rundt omkring i verden. Trump havde, i forbindelse med annonceringen af sit kandidatur, givet udtryk for, at han ville bygge en grænsemur langs grænsen med Mexico. Denne mur blev en central del af Trumps 2016-kampagne, hvor tilråbet "Build That Wall" (dansk: "Byg muren") blev fast indslag blandt hans tilhængere. Ligeledes blev tilråbet "Drain the Swamp" (dansk: "Dræn sumpen") – som repræsenterede et ønske om at "dræne" Washington for korruption, lobbyister og "special interests" – også en central del af Trumps kampagne. Udenrigspolitik gav Trump udtryk, at krigen mod terrorisme havde været en fejltagelse, herunder kritiserede han særligt krigen i Irak som værende en fejltagelse. Han advokerede for, at USA skulle mindske deres militære tilstedeværelse i Irak, Afghanistan og Syrien. Derudover kritiserede Trump NATO-samarbejdet. 
Meningsmålinger over efteråret og vinteren 2015 indikerede kontinuerligt, at Trump var den kandidat, der havde størst støtte blandt de republikanske primærvælgere – han fik typisk omkring 30% støtte i diverse nationale målinger.  I de første republikanske primærvalg i begyndelsen af 2016 lykkes det Trump at komme ind på en anden plads i Iowa, mens han vandt både New Hampshire, South Carolina og Nevada. På Super Tuesday vandt Trump af flertal af de delegerede med Cruz på en anden plads. Trump fortsatte med at vinde størstedelen af de delegerede stemmer i de efterfølgende primærvalg, mens Kasich, Rubio og Cruz delte de resterende delegerede mellem hinanden.
Donald Trump blev officielt nomineret som den republikanske præsidentkandidat i forbindelse med republikanernes partikonvent, der blev afholdt 18.–21. juli 2016 i Cleveland, Ohio, med en samlet opbakning fra 1725 delegerede. Kort før konventet havde han offentliggjort Mike Pence – der var guvernør for delstaten Indiana – som sit bud på en vicepræsident-kandidat.

#### Præsidentvalg mod Hillary Clinton
Under det Demokratiske Partis  
Den 8. november 2016 vandt han præsidentvalget over den demokratiske kandidat Hillary Clinton. Som den kun femte i landets historie, vandt han flest valgmandsstemmer uden at have vundet flest vælgerstemmer. 

## Første præsidentperiode (2017-2021)
Tekst mangler, hjælp os med at skrive teksten

### Første 100 dage
Trump blev – sammen med vicepræsident Mike Pence – officielt svoret ind som USAs 45. præsident den 20. januar 2017, som den ældste og rigeste person nogensinde. Endvidere var Trump den første amerikanske præsident, uden nogen form for forudgående erfaring indenfor militæret eller offentlige hverv. Det blev estimeret, at mellem 300.000 og 600.000 bevidnede ceremonien, som – traditionen tro – forgik på vestsiden af United States Capitol og National Mall, i Washington, D.C. Forinden ceremonien havde Trump selv bebudet, at ceremonien ville blive "utrolig, måske med rekordmange tilskuere". Det var dog blevet estimeret, at mellem 1,1 og 1,8 millioner mennesker bevidnede Barack Obama blive svoret ind i 2009, hvilket angiveligt er et rekordhøjt antal mennesker. De forskellige estimater er formet ud fra forskellige satellitbilleder samt forskellige offentlige rapporter, hvorfor de er underlagt en vis grad af usikkerhed. I dagene efter ceremonien fastholdte Trump-administration – anført af Det Hvide Hus' talspersonen, Sean Spicer – at der var rekordmange mennesker, der overværede Trumps indsættelsesceremoni og det selvom, at forskellige satellitbilleder virkede til at modbevise denne påstand.
Trump underskrev i løbet af sin første uge, som præsident, en række præsidentielle dekreter, herunder dekreter der havde til hensigt at minimere den økonomiske byrde i forhold til Affordable Care Act ("Obamacare"), fastfryse den eksisterende regulering, afskaffe Trans-Pacific Partnership, indføre et ansættelsesstop i den (føderale) offentlige sektor og tilskynde opførelsen af to kontroversielle pipelines (Dakota Access og Keystone XL Pipelines).

### Ruslands-undersøgelse (2016-2019)
I forbindelse med præsidentvalget i 2016 blev den russiske regering beskyldt for at have blandet sig i valget ved at fremme Donald Trumps kandidatur. Konkret blev Rusland beskyldt for at have ført kampagnevirksomhed (via. eksempelvis sociale medier), hacket og delt information, der havde til hensigt at skade Hillary Clintons kampagne, fremme Trumps kampagne og generelt forsøgt at øge den politisk og social uro i USA. I henhold til USA's efterretningsfællesskab skulle påvirkningskampagnen være bestilt direkte af den russiske præsident Vladimir Putin. Forskellige hændelser samt beskyldninger om forbindelser og koordinering mellem folk fra Trump-kampagnen og Rusland (eller russiske personer) medførte, at Ruslands-undersøgelsen i maj 2017 blev dannet under ledelse af specialanklageren Robert Mueller (undertiden derfor også omtalt som Mueller-undersøgelsen).

### Første rigsretssag (2019-2020)
Den 18. december 2019 igangsatte det demokratisk-kontrollerede Repræsentanternes Hus en rigsretssag mod Trump. Trump var dels anklaget for magtmisbrug ("abuse of power") og dels for modarbejdelse af Kongressen ("obstruction of Congress"). Baggrunden for igangsættelsen af rigsretssagen var et telefonsamtale mellem Trump og Ukraines præsident, Volodymyr Zelenskyj, 25. juli 2019.
Trump var den tredje præsident i amerikansk historie, der oplevede, at en rigsretssag blev indledt mod ham af Repræsentanternes Hus. De to andre amerikanske præsidenter var Andrew Johnson i 1868 og Bill Clinton i 1999 – begge blev efterfølgende frikendt af Senatet. Flere forsøg på at indlede en rigsretssag mod Trump havde tidligere været forsøgt. I juni 2017 blev det første formelle forsøg på at indlede en rigsretssag mod Trump igangsat, selvom dette forsøg i sidste ende blev afvist af et flertal af Repræsentanternes Hus. Andre forsøg på at indlede en rigsretssag i Repræsentanternes Hus blev efterfølgende igangsat, omend alle disse i sidste ende ligeledes afvist som følge af manglende flertal i Repræsentanternes Hus.
Den 12. august 2019 indgav en unavngiven CIA-medarbejder en whistleblower-klage til det amerikanske efterretningsvæsen, hvori whistlebloweren beskrev en "presserende bekymring". Klagen tilkendegav, at den amerikanske præsident angiveligt skulle have brugt sin magt til at anmode et fremmed land om at blande sig i det amerikanske præsidentvalg 2020. Klagen antydede konkret, at Trump – i en telefonsamtale 25. juli 2019 – havde forsøgt at tvinge Ukraines præsident Zelenskyj til at igangsætte en undersøge af Joe Biden (en mulig modstander ved det kommende præsidentvalg i 2020) og hans søn Hunter Biden, ellers ville Trump tilbageholde amerikansk militærstøtte på $400 mio. til Ukraine. Trump blev således beskyldt for at medvirke i en noget-for-noget-aftale (quid pro quo) med den ukrainske præsident, hvor udbetalingen af militærstøtten var betinget af en igangsættelse af en undersøgelse mod Joe og Hunter Biden.

Det blev af nogle – bl.a. Trump selv – i denne sammenhæng hævdet, at Joe Biden havde været indblandet i korruption i Ukraine i sin tid som vicepræsident, hvilket dermed skulle undersøges. Joe Biden – med opbakning fra andre internationale institutioner herunder bl.a. Den Europæiske Union og Verdensbanken – havde i perioden 2015 til 2016 presset den daværende ukrainske præsident, Petro Porosjenko, til at fyre landets chefanklager, Viktor Shokin. Shokin blev fyret i marts 2016. Biden selv insisterede på, at kravet om at fyre chefanklageren udelukkende var drevet og motiveret af, at Biden (og andre) mente, at Shokin selv var involveret i korruption. Forud for fyringen af Shokin havde det ukrainske olie og gas selskab Burisma Holdings Ltd., som på daværende tidspunkt havde Hunter Biden siddende i dets bestyrelse, været under anklage for korruption. Trump m.fl. mente i denne forbindelse, at Burismas ansættelse af Hunter – trods manglende professionelle kvalifikationer og høje bestyrelseshonorar (som angiveligt beløb sig til $50.000 om måneden) – skulle ses som korruption, idet det var en noget-for-noget aftale (quid pro quo), hvor Burisma fik adgang til den amerikanske vicepræsident, Joe Biden, ved at (over)betale Hunter Biden. Trump antydede derfor, at fyringen af Shokin var en form for tilbagebetaling fra Biden til Burisma – dermed korruption. 
Rigsretssagen blev indledet indledt 18. december 2019, efter et flertal i det demokratisk-ledet Repræsentanternes Hus havde vedtaget de to anklagepunkter (magtmisbrug og modarbejdelse af Kongressen). Sagen overgik herefter til det republikansk-ledet Senat, hvor et kvalificeret flertal (60 ud af de 100 senatorer) var påkrævet for at kende Trump skyldig. Anklagerne samt Trumps forsvarspræsentation blev fremlagt Senatet ultimo januar 2020. Trumps forsvarshold argumenterede her for, at der manglede konkrete beviser, at anklagepunkterne ikke berettigede en rigsretssag samt at rigsretssagen var et forsøg på at stjæle præsidentvalget i 2020. Den 5. februar 2020 kendte frikendte Senatet Trump med henholdsvis stemmerne 48-52 (magtmisbrug) og 47-52 (modarbejdelse af Kongressen) for og imod. Den republikanske senator Mitt Romney var den eneste senator der dirigerede fra partilinjen, idet han stemte for anklagen om magtmisbrug.

### Coronaviruspandemien (2020)
Mod slutningen af 2019 blev de første tilfælde af COVID-19 opdaget i Wuhan, Kina: SARS-CoV-2-virus spredte sig efterfølgende globalt. Det første bekræftede tilfælde COVID-19 i USA blev rapporteret den 20. januar 2020. Udbruddet blev officielt erklæret en offentlig sundhedskrise af sundheds- og socialministeren, Alex Azar, den 31. januar 2020.
Indledende var Trumps offentlige udtalelser om COVID-19 ikke forendelige med hans private udtalelser. Således hævdede Trump bl.a. offentligt i februar 2020, at udbruddet i USA var "meget under kontrol" og snart ville være ovre. Samtidig anerkendte han det modsatte i en privat samtale med Bob Woodward. I marts 2020 fortalte Trump privat Woodward, at han bevidst "underspillede det" offentligt for ikke at skabe panik. Trump blev indledningsvist kritiseret for at have reageret langsomt på spredningen af sygdommen samt vedholdende ignoreret advarsler fra sundhedsmyndigheder og sundhedsminister Azar. Trump har anfægtet denne karakterisering, ligesom Trumps talskvinde, Kayleigh McEnany, i september 2020 bevarede denne karakterisering fra en journalist med: "Igen, Præsidenten nedtonede aldrig virussen. Præsidenten udtrykte ro. Præsidenten var seriøs omkring dette."
Den 6. marts underskrev Trump "Coronavirus Preparedness and Response Supplemental Appropriations Act", som allokerede $8,3 milliarder i nødfinansiering til føderale agenturer. Den 11. marts anerkendte Verdenssundhedsorganisationen (WHO) spredningen af COVID-19 som en pandemi. Samme dag, d. 11. marts, annoncerede Trump i en landsdækkende prime time tale til det amerikanske folk fra det det ovale kontor, som adresserede situationen vedrørende coronavirussen, at USA ville indføre delvise rejserestriktioner for størstedelen af Europa, som ville træde i kraft den 13. marts. I samme tale kaldte han COVID-19-udbruddet for "forfærdeligt", men "et midlertidigt øjeblik" og sagde, at der ikke var nogen finansiel krise. Den 13. marts erklærede Trump en national nødsituation, der frigjorde føderale ressourcer.
Trump etablerede White House Coronavirus Task Force den 29. januar 2020. Fra midten af marts afholdt Trump daglige pressekonferencer med taskforce-medlemmer og andre embedsmænd. Forskellige iagttagere kritiserede Trump for sin håndtering af disse pressemøder, idet han ofte var den primære taler på pressemøderne, roste sin egen respons på pandemien, ofte kritiserede rivaliserende præsidentkandidat Joe Biden, undertiden fremme ikke-dokumenterede behandlingsmetoder og angreb pressen. Hans gentagne brug af udtrykkene "kinesisk virus" og "Kina-virus" til at beskrive COVID-19 fik ligeledes kritik fra sundhedseksperter.
I begyndelsen af april, da situationen i forhold til pandemien blev forværret og som reaktion på kritik af hans administrations håndtering, nægtede Trump at indrømme nogle fejl i hans håndtering af udbruddet. I stedet kritiserede han medierne, demokratiske guvernører, den tidligere administration, Kina og Verdenssundhedsorganisationen (WHO) for problemerne. De daglige pressekonferencer med Trump og taskforce-medlemmer sluttede i slutningen af april efter en briefing, hvor Trump frit havde luftet idéen om at injicere desinfektionsmiddel for at behandle COVID-19. Kommentaren blev bredt fordømt af medicinske fagfolk. I begyndelsen af maj foreslog Trump at udfase coronavirus-taskforcen og erstatte den med en anden gruppe, der havde til hensigt at fokusere på at genåbne økonomien. Efter kritik af dette forslag sagde Trump, at taskforcen ville fortsætte "ubestemt tid". Ved udgangen af maj blev møderne i coronavirus-taskforcen kraftigt reduceret.
I april 2020 begyndte forskellige anti-lockdown grupper at springe frem i USA, som primært var affilieret med og støttet af republikanske vælgere. Disse grupper protesterede mod de foranstaltninger, som de forskellige myndigheder havde fremsat for at bekæmpe pandemien. Trump havde tilskyndet protesterne på Twitter, selvom at flere af de delstater, hvor protesterne pågik i, ikke overholdte Trump-administrationens egne retningslinjer for genåbning.  Trump støttede i april 2020 ligeledes Georgias guvernør Brian Kemps plan om at genåbne flere virksomheder. I løbet af foråret pressede Trump i stigende grad på for at rulle restriktionerne tilbage, for på denne måde at vende de økonomiske skader disse havde forårsaget på landet. Trods rekordhøje COVID-19-tilfælde i USA fra midten af juni og en stigende procentdel af positive testresultater fortsatte Trump i vid udstrækning med at nedtone pandemien, herunder påstod han i begyndelsen af juli 2020, at 99 procent af COVID-19-tilfældene er "totalt harmløse". Han insisterede samtidig på, at alle delstater skulle åbne skolerne for personlig undervisning til efteråret, på trods af en stigning i rapporterede tilfælde i juli.
Trump nægtede ofte at bære mundbind i forbindelse med offentlige arrangementer, i strid med hans egen administrations retningslinjer fra april 2020. I juni udtalte Trump, at mundbind var et "tveægget sværd"; gjorde grin med Biden for at bære mundbind; og understregede, at det var valgfrit at bære et mundbind.
Allerede fra begyndelsen af pandemien, i marts 2020, udtalte Trump, at man ville have en vaccine mod COVID-19 inden for "rekordtid". Den 15. maj 2020 annoncerede Trump officielt et offentlig-private partnerskab, kendt under navnet Operation Warp Speed, der havde til formål at fremskynde udvikling, produktion og distribution af COVID-19-vacciner. Under en debat med Biden d. 29. september 2020 sagde Trump, at en vaccine ville være bredt tilgængelig "meget tidligere" end sommeren 2021. Under denne debat forsikrede Trump således folk, at han havde talte med forskerne og selskaberne bag vaccinerne, og disse havde forsikret ham om, at "De vil have vaccinen meget snart". Biden påstod, at dette ikke var en realistisk tidslinje, og man tidligst ville have en vaccine bredt tilgængelig i sommeren 2021. Biden antydede under debatten også, at han ikke havde tiltro til Trump i forhold til vaccinen og dens sikkerhed, da Biden beskyldte Trump for at ligge pres på sundhedsmyndighederne i forhold til at godkende denne. Kamala Harris påpegede ligeledes, at hun ikke ville tage vaccinen, hvis Trump kom ud og annoncerede en COVID-19-vaccine.
Den 2. oktober 2020 annoncerede Trump i et tweet, at han var blevet testet positiv med COVID-19. Senere samme dag lod Trump sig indlægge på hospitalet Walter Reed National Military Medical Center, hvor han modtog forskellige behandling og medicin. Han returnerede til Det Hvide Hus d. 5. oktober. Trump fortsatte efterfølgende med at nedtone virussen.
Pfizer/BioNTech annoncerede 9. november 2020 (umiddelbart efter præsidentvalget i 2020), at deres COVID-19-vacinekandidat havde oplevet gode testresultater, og de derfor agtede at søge om at få denne godkendt. Morderna kom med en tilsvarende annoncering 16. november 2020 i forhold til deres vaccine. Pfizer/BioNTech- og Morderna-vaccinen modtog henholdsvis godkendelse til nødbrug af FDA 11. og 18. december 2020. Den 14. december 2020 modtog de første personer i USA COVID-19-vaccinen. Da Trump forlod Det Hvide Hus d. 20. januar 2021 var 13,5 millioner amerikanerne blevet vaccineret for COVID-19.

### Præsidentvalget i USA 2020
Samme dag som Trump blev svoret ind som præsident, d. 20. januar 2017, indsendte han en ansøgning til FEC (den føderale valgkommission), der skulle gøre ham berettiget til at genopstille ved valget i 2020. Han brød dermed med præcedens, idet tidligere præsidenter typisk havde afventet med at ansøge til senere i deres første præsidentperiode. Trump afholdt sit første genvalgs-rally mindre end en måned efter tiltrædelsen.

### Stormen på U.S. Capitol 2021
Præsidentvalget i 2020 blev afholdt i skyggen af covidpandemien, hvilket gjorde at et rekordstort antal vælgere havde valgt at brevstemme, fremfor at afgive deres stemme på traditionelvis ved fysisk at møde frem og afgive deres stemme på selve valgdagen. Det høje antal brevstemmer og det faktum, at valgprocessen i flere delstater var ændret i hast – så de kunne imødekomme behovet for at brevstemme – gjorde at optællingsprocessen efter præsidentvalget d. 3. november 2020 trak ud. Dette afstedkom at ingen af præsidentkandidaterne blevet erklæret vindere på selve valgaftenen. Ikke desto mindre gav Donald Trump  i en tale på selve valgaftenen d. 3. november – på trods af at flere delstater ikke var færdige med at optælle deres stemmer –udtryk for, at han havde vundet flere af de vigtige svingstater, mens han samtidig antydede, at der fandt mistænkeligheder sted i valgoptællingen. Trump gik så vidt til at sige, at stemmeoptællingen skulle "stoppe", samt at de – efter hans opfattelse –  allerede havde "vundet". Tre dage senere, om morgenen d. 7. november, annoncerede flere medier såsom ABC News, NBC News, CBS News, Associated Press, CNN og Fox News, at Joe Biden havde vundet præsidentvalget.
Donald Trump anerkendte efterfølgende ikke valgresultatet, herunder Bidens sejr. Han begyndte i stedet at promovere forskellige påstande, (konspirations)teorier og budskaber, der alle havde tilfælles at så tvivl om legitimiteten af valgresultatet. Den 6. januar 2021 – dagen hvor Kongressen skulle certificere vinderen af præsidentvalget – blev der arrangeret en storstillet demonstration i Washington D.C., den såkaldte "Stop the Steal"-rally, hvor bl.a. Donald Trump afholdte en tale. I denne tale opildnede og opfordrede Trump sine tilhængere til at protestere mod valgresultatet og opfordrede dem til at kæmpe for at forhindre Joe Biden i at blive bekræftet som præsident. Efter denne tale bevægede Trump-tilhængerne sig ned mod Kongresbygningen, United States Capitol. Nogle af Trump-tilhængerne stormede efterfølgende Kongresbygningen og tiltvang sig adgang til bygningen, hvilket afstedkom at de politikere, der var samlet i bygningen, var tvunget til at blive evakuere og udskyde processen med at certificere vinderen af præsidentvalget.

### Anden rigsretssag (2021)
Den 13. januar 2021 – en uge inden Trumps præsidentembedsperiode udløb – blev der rejst endnu en rigsretssag mod Trump, hvori han blev anklaget for at have opildnet til oprøret og angrebet på Kongressen 6. januar 2021. En enkelt anklage blev vedtaget af Repræsentanternes Hus, der anklager Trump for "tilskyndelse til oprør" mod den amerikanske regering og "lovløs handling på Capitol". Speaker i Repræsentanternes Hus, Nancy Pelosi, gav efterfølgende vicepræsidenten Mike Pence et ultimatum om at påberåbe sig paragraf 4 i det 25. forfatningstillæg inden for 24 timer, ellers ville Repræsentanternes Hus forsætte deres rigsretssag. Pence informerede herefter Pelosi om, at han ikke havde i sinde at imødekomme dette ultimatum.
Den 13. februar blev Trump frikendt af senatet med stemmerne 57-43. Det var første gang i USA’s historie, at en præsident var blevet stillet for en rigsret to gange.

### Civilretssag i New York
I en civilretsag blev Trump fundet ansvarlig for seksuelle overgreb og bagvaskelse imod E. Jean Carroll. Dommeren fandt at voldtægts anklagen er "i det væsentlige sand". I en anden civilretssag blev Trump-organisationen dømt skyldig for økonomisk bedrageri.

## Tiden mellem præsidentperioderne (2021–2025)

### Efterforskninger og retssager
Trump er genstand for adskillige undersøgelser af hans forretningsmetoder og hans handlinger både før og under præsidentperioden.
I februar 2021 oplyste distriktsanklageren i Fulton County i Georgia, at der var iværksat efterforskning af Trumps telefonopkald til Georgias indenrigsminister Brad Raffensperger, ligesom delstatens New Yorks statsadvokatur i samarbejde med Manhattan Districts anklagemyndighed gennemfører strafferetlig efterforskning af Trumps forretningsaktiviteter. I juli 2021 rejste New Yorks anklagemyndighed tiltale mod Trump-organisationen for i en "15-årig periode systematisk at have bedraget myndighederne". Organisationens finansdirektør, Allen Weisselberg, blev stillet i retten for groft tyveri, skattesvig og andre anklager.
I december 2021 pålagde delstaten New Yorks statsadvokatur Trump at fremlægge dokumenter relateret til sin virksomhed, og den 25. april 2022 afsagde en dommer i delstaten New York kendelse om, at Trump havde udvist foragt for retten ved ikke efter efterkomme begæringen, og Trump blev pålagt dagbøder på $10.000 om dagen, indtil han efterkommer det. Trump blev afhørt i august 2022 og påberåbte sig under afhøringen mere end 400 gange sin forfatningsmæssige ret til ikke at udtale sig.  I september 2022 anlagde New Yorks justitsministerium retssag mod Trump, hans tre ældste børn og Trump-organisationen for påstået kreditbedrageri, mandatsvig, skattesvig m.v.

#### Efterforskning fra  House January 6 Committee
Den 19. december 2022 indstillede den af kongressen nedsatte komite til undersøgelse af angrebet på Capitol den 6. januar 2021, at der blev rejst tiltale mod Donald Trump for at hindre en officiel procedure, sammensværgelse for at bedrage USA og tilskynde til eller medvirke til et oprør.

#### Civilretssag i New York
I en civilretsag blev Trump fundet ansvarlig for seksuelle overgreb og bagvaskelse imod E. Jean Carroll. Dommeren fandt at voldtægts anklagen er "i det væsentlige sand". I en anden civilretssag blev Trump-organisationen dømt skyldig for økonomisk bedrageri.

#### FBI-efterforskning i Mar-a-Lago og tiltale
Da Trump forlod Det Hvide Hus i januar 2021, tog han regeringsdokumenter og materiale med sig til Mar-a-Lago. I maj 2021 konstaterede National Archives and Records Administration (NARA), det føderale agentur, der bevarer regeringens optegnelser, at vigtige dokumenter ikke var blevet overgivet til dem ved udløbet af Trumps præsidentperiode og bad hans kontor om at finde dem. I januar 2022 blev der hentet 15 kasser med materiale fra Mar-a-Lago. NARA informerede herefter  justitsministeriet om, at nogle af de hentede dokumenter var klassificeret materiale. Justitsministeriet indledte en undersøgelse i april 2022 og indkaldte en grand jury og gav Trump pålæg om at returnere yderligere materiale. I juni 2022 fik justitsministeriets embedsmænd udleveret yderligere materiale under et besøg på Mar-a-Lago, hvor Trumps medarbejdere skrev under på, alt klassificeret materiale var returneret. Den 8. august 2022 ransagede FBI-agenter Trumps bolig, kontor og lagerområder i Mar-a-Lago for at tilvejebringe klassificerede dokumenter, der ikke var returneret.
Der blev den 8. juni 2023 anlagt en straffesag mod Donald Trump ved en føderal domstol i Miami med et anklageskrift med 37 punkter relateret til de påståede overtrædelser knyttet til håndteringen af fortrolige dokumenter. 31 af tiltalepunkterne knytter sig til den amerikanske spionagelov, Espionage Act; de øvrige anklager knytter sig til falske erklæring og modarbejdelse af retssystemet. Det er første gang en tidligere præsident er blevet tiltalt ved en domstol.
Den 13. juni 2023 erklærede Trump sig ikke-skyldig i tiltalen.

#### New York: tys-tys-sag
I marts 2023 rejste en storjury i Manhattan, New York City, tiltale mod Trump med 34 anklagepunkter om forfalskning af forretningsdokumenter m.v. i forbindelse med hans påståede rolle i en sag om tys-tys-penge (engelsk: "hush-money") til pornoskuespilleren Stormy Daniels. Her skulle Trumps advokat, Michael Cohen, i forbindelse med præsidentvalget i 2016 have betalt Stormy Daniels for ikke at fortælle nogle kompromitterende oplysninger om Trump. De 34 anklagerpunkter fokuserede her på, at Trump angiveligt efterfølgende skulle have forfalsket sine forretningsdokumenter – i forbindelse med, at han tilbagebetalte Cohen – hvilket i henhold til Manhattans distriktsanklager, Alvin Bragg, blev gjort for at "skjule forbrydelser, der gemte skadelig information fra den stemmeberettigede offentlighed".
Der blev efterfølgende rejst en arrestordre mod Trump. Den 4. april overgav Trump sig og blev arresteret og stillet for retten; han nægtede sig skyldig på alle punkter og blev herefter løsladt.
Retssagen blev indledt 15. april 2024 i retsbygningen på Manhattan. Efter et retsforløb, der varede lidt over en måned, faldt der domsafgørelse 30. maj 2024, hvor juryen fandt Trump skyldig i alle 34 anklagepunkter. Trump udtalte efter domsafsigelsen, at han var en "meget uskyldig mand" og retssagen havde været "svindel" og "skammelig". En af Trumps advokater udtalte samtidig, at de ville appellere afgørelsen til en højre retsinstans. Det blev samtidig bestemt, at strafudmålingen skulle fortages 11. juli 2024.

#### Tiltale for valgsvindel og-manipulation i Georgia
I august 2023 blev der rejst tiltale mod Trump for forsøg på manipulation af valgresultatet i Georgia ved præsidentvalget i 2020.

### Præsidentvalget i USA 2024
Den 15. november 2022 annoncerede Trump sit kandidatur til præsidentvalget i 2024. Nogle republikanere (primært bestående af Trump-loyalister) bød hans kandidatur velkommen, mens andre republikaner var modstandere af hans kandidatur og betragtede Trump som en svag og sårbar kandidat, der havde kostet republikanerne de seneste valgcyklusser.

#### Republikanske primærvalg
I 2023 meldte et stort felt af republikanske modkandidater deres kandidatur, herunder Floridas guvernør Ron DeSantis, den tidligere FN-ambassadør Nikki Haley og entreprenøren Vivek Ramaswamy. Trump havde siden 2020 fastholdt en stabil føring i diverse hypotetiske meningsmålinger, hvad angik hvem republikanerne skulle nominere til præsidentvalget i 2024. DeSantis lå i begyndelsen af 2023 på andenpladsen – relativt tæt på Trump – men hans tilslutning faldt støt gennem 2023 i takt med tilslutningen til Trump voksede. Den voksende støtte til Trump (og faldende til DeSantis) var sammenfaldende med diverse forskellige retssager blev annonceret mod Trump – begyndende med den såkaldte "tys-tys"-sag i New York. Fundraising til Trumps kampagne voksede i takt med, at retssagerne blev anlagt mod Trump. De republikanske primærvalg blev efterfølgende omtalt som en "kamp om andenpladsen" på grund af Trumps konstante føring i målingerne.
I perioden fra den 23. august til den 10. januar 2024 blev der afholdt samlet fem debatter blandt de republikanske kandidater. Trump deltog ikke i nogle af disse debatter, idet han fastholdte, at han han var langt foran i meningsmålinger. Ved det første primærvalget (caucus) i Iowa vandt Trump en overvældende sejr, mens DeSantis snævert slog Haley. Efter valget i Iowa trak Ramaswamy og DeSantis deres kandidattur og erklærede deres støtte til Trump, hvilket efterlod Trump og Haley som de eneste tilbageværende (reelle) kandidater. Trump besejrede derefter Haley ved primærvalget i New Hampshire den 23. januar. Han vandt igen over Haley i primærvalget i hendes hjemstat South Carolina den 24. februar. Efter Trumps overvældende sejre på landsplan d. 5. marts på Super Tuesday suspenderede Haley sin kampagne den 6. marts, efter kun at have vundet i Vermont og District of Columbia. Trump blev den formodede republikanske præsidentkandidat den 12. marts, efter hans sejr ved primærvalget i Washington, der sikrede ham over de 1.215 delegerede (påkrævet for at vinde nomineringen).

#### Debat med Joe Biden
Ved det demokratiske primærvalg havde den siddende præsident Joe Biden – ligesom Trump –  d. 12. marts sikret sig et flertal af de delegerede, og var derfor den formodede demokratiske præsidentkandidat. Den 15. maj accepterede Biden og Trump at debattere den 27. juni på CNN og igen den 10. september på ABC News. Trump havde op til den første debat på CNN forsøgt at hæve forventningerne ved blandt andet at sige, at Biden var den "værste debattør, jeg [Trump] nogensinde har stået over for; han kan ikke sætte to sætninger sammen". Trump havde dog i dagene op til debatten trukket i land og udtalte: "Jeg undervurderer ham ikke... Jeg går ud fra, at han vil være en værdig debattør."
Bidens præstation under debatten blev stor set universelt betegnet som katastrofal. Mange klummeskribenter, herunder fra The Hill, CNN, Politico, The New York Times, USA Today, Business Insider og Vox, anså Trump som debattens vinder, selvom de fleste bemærkede, at hans præstation kun fremstod acceptabel i kontrast til Bidens. Klummeskribenter fra MSNBC, The Cook Political Report, The Guardian og Los Angeles Times argumenterede for, at selvom Trump ikke "vandt" debatten, så "tabte Biden tydeligvis".

#### Attentatforsøget juli 2024
I forbindelse med et udendørs kampagneevent i byen Butler i delstaten Pennsylvania om eftermiddagen den 13. juli 2024 lokal tid blev Trump såret i højre øre, mens han talte fra podiet. Gerningsmanden affyrede i alt otte skud fra taget af en nærliggende bygning. Trump overlevede skyderiet, men pådrog sig skade på det højre øre. Trump blev efterfølgende ført væk fra stedet af livvagter fra sikkerhedstjenesten Secret Service. Forbundspolitiet, FBI, udtalte på et pressemøde, at skyderiet var et attentatforsøg på Donald Trump. Gerningsmanden dræbt en person, mens to andre blev såret – de tilskadekomne og dræbte personer var lokaliseret bag Trump og derpå i gerningsmandens skudlinje. Gerningsmanden blev skudt og dræbt på stedet af livvagter fra Secret Service, der returnerede skud efter, at gerningsmanden selv havde åbnet ild. Gerningsmanden blev senere identificeret af FBI, som 20-årige Thomas Matthew Crooks, som kom fra Berthel Park i Pennsylvania.
Mens der blev affyret skud, søgte Trump dækning bag sin talerstol ligesom Secret Service-agenter hurtigt skærmede ham med deres kroppe, indtil gerningsmanden var blevet uskadeliggjort. Evan Vucci, en fotojournalist for Associated Press, tog efterfølgende et billede af Trump med blod i ansigtet og på øret – mens Secret Service eskorterede Trump ned fra scenen – hvor Trump pumpede sin knytnæve i vejret og sagde ordene "Fight! Fight! Fight!". Disse billeder gik efterfølgende viralt på sociale medier. Trump blev dernæst bragt til et hospital, behandlet og udskrevet senere samme dag. Han lavede sin første offentlige optræden efter skyderiet to dage senere ved den republikanske nationale konvent i 2024 i Milwaukee, Wisconsin, hvor han var iført en bandage på øret.
Hændelsen betragtes som den største sikkerhedsfejl af Secret Service siden attentatforsøget på præsident Ronald Reagan i 1981. Direktøren for Secret Service, Kimberly Cheatle, måtte efterfølgende træde tilbage fra sin post, efter hun var blevet kritiseret af medlemmer fra begge partier. Politikere opfordrede efterfølgende til at øge sikkerhed for kandidaterne ved valget, og Secret Service godkendte efterfølgende forbedrede sikkerhedsforanstaltninger, herunder brugen af skudsikkert glas ved Trumps udendørs kampagneevents.

#### Attentatforsøget september 2024
Den 15. september 2024 spillede Donald Trump golf på Trump International Golf Club i West Palm Beach med sin ven Steve Witkoff. Her gik Trump langs det femte hul, da en Secret Service-agent gennemførte et "sweep" af det sjette hul foran ham, for på denne måde at sikre mod eventuelle trusler. Under dette "sweep" blev en mand set sigte med en riffel mod agenten, mens han gemte sig i en busk cirka 370 meter (400 yards) væk. Klokken 13:31 EDT, cirka 12 timer efter mandens ankomst ved golfbanen (kl.1:59), affyrede Secret Service-agenten skud mod manden, efter at have set riffelløbet bevæge sig. Manden tabte derefter sit våben og flygtede i et køretøj. Efter skuddet var blevet affyret, blev Trump eskorteret væk fra golfbanen af Secret Service. Manden havde ikke frit udsyn til Trump og affyrede ikke sin riffel. Et vidne tog et billede af den mistænktes køretøj og hjalp myndighederne med at spore det.
Efter at den bevæbnede mand flygtede fra stedet, blev der udstedt en "vær på udkig"-ordre (engelsk: "be on the lookout" eller blot "BOLO") til politiet med detaljer om den mistænktes bil – en sort Nissan SUV. Efter at politiet havde identificeret køretøjet køre nordpå ad Interstate 95, arresterede politi fra Martin County Sheriff-afdelings manden. Chaufføren, som blev identificeret til at være Ryan Wesley Routh, var ubevæbnet, da han blev anholdt. Routh blev efterfølgende, den 24. september, anklaget for blandet andet at have forsøgt at myrde Trump.

#### Valgresultatet
Ved valget 2. november 2024 fik Trump 312 valgmænd mod Kamala Harris' 226. Modsat situationen i 2016 fik han også de fleste stemmer, nemlig 77,2 millioner eller 49,9 % af samtlige afgivne stemmer mod 74,9 millioner, svarende til 48,4 %, til Harris. Målt på antallet af stemmer var valget det tætteste resultat siden 2000. Valgdeltagelsen var på 63,7 %, hvilket var lavere end i 2020, men højere end i alle andre præsidentvalg siden 1960. Mere end halvdelen af stemmerne var blevet afgivet på forhånd som brevstemmer inden selve valgdagen. Kommentatorer og forskere tilskrev i høj grad Trumps valgsejr, at han satte fingeren på flere bekymringer, som mange vælgere delte. Det gjaldt således frustration over den inflation, USA var blevet ramt af under præsident Biden, og utilfredshed med indvandringen fra Latinamerika.

## Anden præsidentperiode (2025-)

### Grønland
Trump nævnte lillejuleaftensdag 2024, at han mente, at ejerskabet og kontrollen over Grønland ville være afgørende for USA. Han fortsatte med lignende udtalelser om Grønland i den følgende tid og sagde i januar 2025, at han ikke ville udelukke brugen af økonomisk eller militær magt for at få kontrol over Grønland, og truede Danmark med en handelskrig, hvis danskerne modsatte sig hans ønske. Sagen skabte dermed en udenrigspolitisk krise for Grønland og Danmark, som ifølge flere forskere og kommentatorer var landets største i flere årtier.

## Politik

### Trumpisme
Trumpisme er en paraplybetegnelse, der bruges til at referere til flere forskellige ting – herunder bl.a. politisk ideologi, styreform, retorik og politiske bevægelse – som alle er associeret og relateret til Donald Trump og hans politiske base. Der findes ikke en klar og entydig betydning af betegnelsen trumpisme, da forskellige iagttagere dels betoner forskellige aspekter forskelligt, og derudover er der uenighed om betydningen og udlægningen af eksempelvis Trumps egne udmeldinger og politik. Sidstnævnte kan delvis tilskrives, at Trumps egen politiske dagsorden ofte er vag og omskiftelig, til trods for at nogle – heriblandt hans egne støtter – tilskriver en del af uenigheden til, at nogle af Trumps politiske modstandere bevidst mistolker udsagn og handlinger i et negativt syn.
Trumpisme er dog overordnet relateret til ideologier som højrepopulisme og nationalkonservatisme. Herunder er bevægelsen – og Donald Trump selv –  alement anerkendt som værende kritiske overfor indvandring, mere isolationistisk anlagte, mere tilbøjelige til at fortale protektionistiske politiker, anti-establishment/-eliten, og derudover er bevægelsen kendetegnet for at være mere konspiratorisk anlagte.

#### Klassificering af politik
I 2015 gav hjemmesiden Crowdpac Trump en score på 0.4L ud af 10, hvilket indikerede, at han havde relativ moderate positioner. I 2016 blev scoren ændret til 5.1C ud af 10, hvilket skiftede ham mere til det konservative spektrum.
Ligeledes har organisationen og hjemmesiden On the Issues klassificeret Trump på forskellige måder over tid, herunder som "Moderat populistisk" (2003), "Liberal-hældende populist" (2003–2011), "Moderat populistisk konservativ" (2011-2012), "Libertariansk-hældende konservativ" (2012–2013), "Moderat konservativ" (2013–2014), "Libertariansk-hældende konservativ" (2014–2015), "Hardcore konservativ" (2015), "Libertariansk-hældende konservativ" (2015–2016), "Moderat konservativ" (2016-2017) og "Hardcore konservativ" (2017- i dag).

### Immigrationspolitik
Ulovlig immigration var én af Trumps største mærkesager i forbindelse med hans præsidentkampagne i 2016. Illegal immigration – eller uautoriseret immigration – forekommer, når udenlandske statsborgere overtræder amerikansk immigrationslovgivning ved at indrejse i USA ulovligt, eller ved lovligt at indrejse i USA, men derefter forblive efter udløb af ens visa, prøveløsladelse eller midlertidig beskyttet status. Ulovlig immigration skal derfor adskilles for lovlig immigration, hvor udenlandske statsborgere har modtaget opholdstilladelse i USA. Størrelsesorden af ulovlig immigration i USA er i nogen grad usikker og op til debat. Pew Research Center estimerede antallet af illegale immigranter, som befandt sig i USA i 2016, til at være 10,7 millioner. Trump har gentagende gange beskyldt den ulovlige immigration for at være skyld i kriminel og bringe kriminalitet til USA.
Trumps foreslåede reformer og udtalelser i forhold til immigration har dog også udtrykt støtte til forskellige "begrænsninger af den lovlige immigration og gæstearbejdervisa", herunder en "pause" i tildelingen af green cards (permanent opholdstilladelse), som Trump sagde ville "tillade de rekordhøje immigrationsniveauer at falde til et mere moderat historiske gennemsnit". Hans positioner med hensyn til forskellige begrænsninger af den lovlige immigration har dog løbende ændret sig.
Under sin State of the Union address d. 30. januar 2018 skitserede Trump hans fire søjler i forhold til immigrationsreformer: (1) en vej til statsborgerskab for de såkaldte DREAMers, (2) øget finansiering til grænsesikkerhed (3) afskaffelse af det såkaldte "diversity visa lottery" og (4) begrænsninger af familiebaseret indvandring.

#### Trumps mur
Størstedelen af den ulovlige immigration kan spores til grænsen mellem Mexico og USA, hvor immigranter fra lande fra særligt Mellemamerika krydser grænsen ulovligt indtil USA. I 2016 blev omkring 550.000 immigranter registreret, i henhold til U.S. Customs and Border Protection, mens de krydsede grænsen mellem Mexico og USA. Trump lovede i forbindelse med, at han annoncerede sit kandidatur i juni 2015, at han ville bygge én "stor mur" langs grænsen mellem Mexico og USA – og at han ville få "Mexico til at betale for muren". Denne mur – såkaldte "Trumps mur" – skulle begrænse ulovlige indvandring.
I januar 2017 underskrev præsident Trump dekret nummer 13767, som formelt pålagde den amerikanske regering at begynde opførelsen af en mur langs grænsen mellem USA og Mexico ved brug af eksisterende føderale midler. Dette markerede begyndelsen på en lang politisk kamp om finansiering til muren, som blandt andet resulterede i en 35 dages nedlukning af regeringen fra december 2018 til januar 2019 og en efterfølgende erklæring af en national nødsituation. Der blev i alt konstrueret 732 km af en mur (eller barrierer) under Trumps præsidentperiode, hvoraf 79 km af dette ikke tidligere havde haft en barrierer. Den 20. januar 2021, afsluttede den nyligt indsatte amerikanske præsident Joe Biden den nationale nødsituation og standsede opførelsen af muren.

#### Nultolerancepolitik
Trump-administrationen førte fra april 2018 til juni 2018 en såkaldt nultolerancepolitik i forhold til immigrantfamilier, der krydsede grænsen mellem Mexico og USA – denne politik blev undertiden også omtalt som familieadskillelsespolitiken. Her adskilte de føderale myndigheder børn fra deres forældre eller værger, i forbindelse med at de rejste ind i USA.  Herefter blev forældrene retsforfulgt, herunder tilbageholdt i føderale fængsler, mens børnene blev placeret under tilsyn af de føderale myndigheder. Denne tilgang havde til hensigt at afskrække den ulovlig immigration samt tilskynde til strengere lovgivning på området.
Baggrunden for denne nultolerancepolitik var en tidligere kendelse i den amerikanske højesteret, Reno v. Flores (1993), og den efterfølgende forligsaftale fra 1997, hvori den føderale regering havde indvilliget i at placere børnene i de mindst mulig restriktive faciliteter og sikre, at børnene ville blive frigivet hurtig i forbindelse med en eventuelle tilbageholdelse som følge af ulovlig indtrængning. Tidligere administrationer havde hovedsageligt forbigået at retsforfølge de forældre, der rejste med mindreårige – selvom Obama-administration kortvarigt forsøgte sig med at indkvartere forældre og børn i særlige faciliteter, hvor de sammen kunne vente, mens forældrenes asylsag blev behandlet. En domstol erklærede også denne tilgang modstridende med lovgivning.
Efter national og international kritik underskrev Trump den 20. juni 2018 et dekret, der afsluttede adskillelsen af familier ved grænsen.

#### DACA og DREAMers
Præsident Obamas havde i 2012 underskrevet det præsidentelle dekret "Deferred Action for Childhood Arrivals" (DACA), der ville gøre det muligt for anslået 800.000 unge voksne (kendt som "DREAMers") – som ulovligt blev bragt til USA som børn – at arbejde lovligt uden frygt for deportation. Præsident Trump annoncerede i september 2017, at han ville annullere dette dekret med virkning fra seks måneder senere, og han opfordrede samtidig til, at der blev vedtaget lovgivning, før beskyttelsen udfasedes i marts 2018. Han sagde i denne forbindelse, at han "har kærlighed til disse mennesker, og forhåbentlig vil Kongressen nu kunne hjælpe dem og gøre det ordentligt". Trumps beslutning blev bredt protesteret over hele landet. Erhvervsledere argumenterede for, at det var uretfærdigt og kunne skade økonomien.
Annulleringen af DACA blev ligeledes mødt med juridisk modstand, hvilket afstedkom at annulleringen blev sat i bero af en retskendelse, mens den juridiske proces udspillede sig. I juni 2020 fastslog den amerikanske højesteret, at Trump-administrationens beslutning om at afslutte DACA var vilkårlig og overtrådte Administrative Procedure Act.

### Udenrigs- og sikkerhedspolitik
Trumps udenrigspolitik er ofte blevet beskrevet som forvirrende og usammenhængende. Mange kritikere har bebrejdet denne forvirring på præsidents brug af Twitter, som ofte er blevet anvendt til at udsende korte og upræcise beskeder. Som følge heraf har flere iagttagere ligeledes beskrevet Trumps udenrigspolitik som "Foreign Policy by Tweet" (på dansk: "Udenrigspolitik ved hjælp af Tweets"). Uagtet Trumps brug af Twitter, har han ligeledes tilkendegivet en række elementer af hans udenrigspolitik i forskellige taler og udgivet dokumenter. En del af forvirringen kan sandsynligvis også tilskrives det faktum, at hans udenrigspolitik aldrig har fået et bredt ankerendt navn. Afslutningsvis har det også medvirket til forvirringen, at Trumps udenrigspolitik generelt har været svær at kategorisere. Således kan Trump hverken kategoriseres, som en due eller en høge, ligesom han heller ikke kan karakteriseres, som hverken en traditionel realist eller en liberal internationalist. Endvidere har Trump både udvist og givet udtrykt for synspunkter, som bygger på isolationisme og interventionisme.
Trump har selv beskrevet sin udenrigspolitik – også undertiden benævnt Trump-doktrinen – under navnet "principiel realisme" (engelsk: "principled realism"). Forskellige iagttager har dog kritiseret udtrykket for at være bevist tvetydigt, således det snarere har form af et slogan og derpå kan danne rammen for det, som – forskellige iagttager mener – er det væsentligste ved Trump udenrigspolitik, nemlig "America First"-politikken. I en udenrigspolitisk kontekst skal principiel realisme forstås, som en kombination af realisme – hvormed skal forstås maksimering af statens egeninteresse – og statens værdier eller moralske kompas (den principielle-del). Trump har dog oftest italesat en pragmatiske tilgang, som har fokuseret på, hvad der var i USA's egeninteresser – altså "America First"-budskabet og realisme-delen. Som følge heraf har forskellige iagttagere bl.a. kritiseret Trump-administrationen for ikke at være lykkes med at finde den rette balance mellem de to søjler.

### Anti-etablissementet
Trump betonede i sin præsidentkampagne i 2016, at han var én såkaldt "Washington outsider". Med dette skal forstås, at han ikke var – eller havde været – en del af det politiske etablissement i Washington D.C. Trump beskyldte i denne forbindelse det politiske etablissement – de såkaldte "Washington insiders" – for at være styret af lobbyister og særinteresser (engelsk: "special interests"). Eksempelvis insinuerede Trump blandt andet, at disse store pengedonorer – som eksempelvis brødrene Koch (David og Charles) og Goldman Sachs – reelt havde købt disse politikere (hans modkandidater) og derfor styrede deres politiske interesser og dagsordner. Trump påpegede endvidere, at han tidligere havde været en af disse store pengedonorer og derfor vidste hvordan systemet fungerede. Samtidig fremhævede Trump, at han ville gøre det, som var bedst for landet, og at han ikke kunne købes af sådanne pengedonorer, fordi han var "for rig til at kunne blive købt" af lobbyister og særinteresser.
I et forsøg på at italesætte vigtigheden af at vælge en "Washington outsider" lovede Trump i oktober 2016, at han ville "Drain the Swamp" (dansk: "dræne sumpen"), hvilket kun kunne gøres af en outsider, som ikke allerede var en del af "sumpen".  Trumps supportere tog hurtigt udtrykket – Drain the Swamp – til sig, og som følge heraf blev det ét  af Trump-kampagnens mest anvendte tilråb i præsidentkampagnen i 2016. Donald Trump gentog således udtrykket utallige gange ved diverse vælgermøder – oftest til stor jubel fra de fremmødte vælgere.
Trumps angreb mod det politiske etablissement vandt stort gehør, hvilket blandt andet medvirkede til, at de to andre "outsiders" i det republikanske kandidatfelt (Carson og Fiorina) også vandt frem i diverse meningsmålinger, ligesom nogle af de etablerede politikere forsøgte at distancere sig fra at være en "insider" eller en del af "the establishment". Eksempelvis forsøgte Hillary Clinton at distancere sig fra at være del af "the establishment", selvom hun tidligere har været førstedame, senator fra New York og udenrigsminister for USA. Trump angreb ligeledes Hillary Clinton og påstod, at hun var del af den "sump", som han ønskede at "dræne". Under den anden direkte debat mellem de to præsidentkandidater d. 10. oktober 2016 lovede Trump således, at han ville "lock her up" (på dansk: "bure hende inde") og insinuerede, at Hillary Clinton havde begået en masse kriminelt og korrupt.

## Privatliv

### Familie
Donald Trump har to levende søskende, Maryanne og Elizabeth. Maryanne er uddannet jurist, og var i perioden 1983-2019 føderal dommer. Hun blev i 1983, af Ronald Reagan, udpeget til at være dommer ved den føderale domstol i New Jersey. I 1999 blev hun, af Bill Clinton, udpeget til at være dommer ved den tredje appeldomstol, hvorfra hun i 2019 lod sig pensionere. Elizabeth arbejdede som bankdamme og er i dag pensioneret og bosat i Florida. Trumps ældste broder Fred Jr. døde i alder af blot 42 i 1981 af alkoholisme, hvilket ifølge Donald Trump gjorde, at han ikke prøvede alkohol eller cigaretter. Fred Jr. arbejde i begyndelsen i familievirksomheden, Elizabeth Trump & Son, med havde problemer med at arbejde sammen med faderen, Fred. Fred Jr. valgte derfor at forlade familievirksomheden for i stedet at forfølge sin drøm om at blive pilot. Fred Jr. fik to børn, Fred III og Mary Lea Trump. Mary Lea Trump udgav i 2020 bogen "Too Much and Never Enough", som var stærkt kritisk skildring af Trump-familien, herunder Donald Trump. Flere af bogens skildringer er dog blevet bestridt af andre familiemedlemmer. Trumps lillebror, Robert, døde i 2020 i en alder af 71 år af en hjerneblødning. Robert havde tidligere arbejdet i familievirksomheden, ligesom han havde haft forretningseventyr.
Donald Trump giftede sig i 1977 med Ivana Zelničkova, senere Trump. Sammen fik de tre børn: Donald Jr. (1977), Ivanka (1981) og Eric (1984). Ivana er født i Tjekkoslovakiet, men er senere immigreret til USA. Parret blev skilt i 1992.
I 1993 giftede Trump sig med Marla Maples, og sammen fik de et barn, Tiffany (1993). Maples og Trump blev skilt i 1999.
Den 26. april 2004 blev Trump forlovet med slovenske Melania Knauss (senere Knauss-Trump), og de blev gift den 22. januar 2005 i Palm Beach i Florida. Til brylluppet omfattede gæsterne blandt andre Bill og Hillary Clinton, Barbara Walters, Tony Bennett og Rudolph Giuliani. Senere samme år blev det kendt at Melania var gravid med Trumps femte barn, Barron William Trump, som blev født i marts 2006.

## Offentlig profil

### Sociale medier
Donald Trumps tilstedeværelse på de sociale medier har vakt stor opmærksomhed overalt i verden. Allerede inden Trump blev præsidentkandidat skabte han overskrifter ved sine opsigtsvækkende indlæg på de sociale medier. Som følge af Trumps kandidatur og efterfølgende præsidentskab, steg interessen for hans forskellige profiler på de sociale medier – dels fordi han brugte sine profiler på sociale medier til at annoncere Trump-administrationens forskellige politiker, og dels fordi bevågenheden omkring hans profiler generelt steg.

|                  | Donald J. Trump | Twitter |
| @realDonaldTrump |                 |         |

            I have never seen a thin person drinking Diet Coke.

       14. oktober 2012

Eftersom flere af de sociale medier – særligt Twitter – ikke tilskynder brugere til at komme med lange nuancerede udredninger, har Trumps forskellige opslag ofte været tvetydige og således også genstand for forskellige tolkninger og udlægninger. Trumps brug af sociale medier har endvidere været karakteriseret ved, at han har brugt det til angribe, fornærme og generelt provokere modstandere. Han har været en flittig bruger af forskellige memes og andre former for humor, såsom sarkasme. Ligeledes har han hyppigt har anvendte de sociale medier til at tilkendegive sine – til tider kontroversielle – meninger. Hans adfærd på sociale medie har ofte været beskrevet som trolling, omend denne adfærd ikke har været begrænset udelukkende til de sociale medier. Endvidere har Trump ofte gjort brug af en unik skrivemåde på de sociale medie, hvor han eksempelvis bl.a. ofte har afsluttet tweets med ordet "SAD!" (dansk: "TRIST!") – dette er i sig selv blevet meme efterfølgende.

|                  | Donald J. Trump | Twitter |
| @realDonaldTrump |                 |         |

            Every time I speak of the haters and losers I do so with great love and affection. They cannot help the fact that they were born fucked up!

       29. september 2014

Et af Trumps mest berømte tweets var da han seks minutter over midnat den 31. maj 2017 udsendte et tweet, der lød: "På trods af den konstante negative presse covfefe" Han slettede tweetet seks timer senere og antydede, at dets ordlyd var forsætlig. De fleste medier antog, at han havde tænkt sig at skrive "coverage" (dansk: "(presse-)dækning"). Pressesekretær Sean Spicer sagde: "Jeg tror, at præsidenten og en lille gruppe mennesker ved præcis, hvad han mente." Udtrykket har siden været meget brugt i memes og inspirerer både populær-niveau og videnskabelig analyse af sprog og kommunikation fra Trumps administration.

|                  | Donald J. Trump | Twitter |
| @realDonaldTrump |                 |         |

            My use of social media is not Presidential – it’s MODERN DAY PRESIDENTIAL. Make America Great Again!

       2. juli 2017

Trump oprettede sin Twitter-profil (@realDonaldTrump) i marts 2009, hvilket frem til januar 2021 – hvor han blev suspenderet fra platformen – var Trumps fortrukne sociale medie. Trump tilkendegav d. 10. november 2012 på Twitter, at han "elskede Twitter.... Det er ligesom at eje sin egen avis --- dog uden de finansielle tab". Da han blev suspenderet fra platformen primo januar 2021, havde han over 88 mio. følgere og havde samlet udgivet knap 60.000 tweets og retweets (opslag og videredeling af opslag), hvoraf knap 47.000 af dem var originale tweets mens knap 13.000 var retweets.  De 88 mio. følgere gjorde på daværende tidspunkt (primo 2021) Trump til den bruger med sjette flest følgere på Twitter, hvilket på daværende tidspunkt kun var overgået af Barack Obama, Justin Bieber, Katy Perry, Rihanna og Christiano Ronaldo. Trump har ligeledes haft en personlig profil på Facebook, Instagram og YouTube i adskillige år – også inden han indledte sin politiske karriere. Endvidere har Trump også haft profiler på andre sociale medier, såsom Snapchat og Twitch. 
Som direkte konsekvens af Trumps reaktion og efterfølgende bemærkninger i forbindelse med Stormen på U.S. Capitol d. 6. januar 2021, valgte de fleste sociale medier at suspendere og lukke Trumps profiler på deres platforme. Den 6. januar 2021 lukkede Twitter og Facebook midlertidigt Trumps profiler i henholdsvis 12 og 24 timer, og henviste til, at nogle af Trumps indlæg på deres platforme overtrådte platformenes interne retningslinjer og vilkår. Trumps Twitter-profil blev kortvarigt genåbnet, men blev efterfølgende permanet suspenderet d. 8. januar 2021, efter Twitter mente, at to nye indlæg fra Trump ligeledes overtrådte platformens interne retningslinjer og vilkår. Mange konservative og Trump-støtter kritiserede Twitters beslutning.
I oktober 2021 lancerede Trump sit eget sociale medie Truth Social, som han sidende har været aktiv på.
Efter at Elon Musk havde købt og overtaget Twitter, afholdte han en offentlig afstemning (på Twitter), hvor folk blev spurgt, om den permanente suspendering af Trump fra Twitter skulle ophæves. Her stemte 51,8% for at ophæve suspenderingen, hvorefter suspenderingen på Trumps profil blev ophævet i november 2022. Trump udsendte sit første tweet i over to år på Twitter (som i mellemtiden havde skiftet navn til X) d. 24. august 2023, hvori han postede et billede af sit mug shot med teksten "ELECTION INTERFERENCE" og "NEVER SURRENDER!" (dansk: "VALGINDBLANDING" og "OVERGIVER [MIG] ALDRIG!").
Den 25. januar 2023 ophævede Facebook (og Instagram) ligeledes deres suspendering af Trump. Den 17. marts 2023 udgav Trump et opslag på Facebook, hvori han sagde: "I'M BACK!" (dansk: "jeg er tilbage").

### Rangering af historikere
Forskere og historikere rangerer Trump som en af de værste præsidenter i amerikansk historie. I C-SPAN "Presidential Historians Survey 2021" rangerede professionelle historikere Trump som den fjerde værste præsident. Han vurderede lavest i kategorierne for lederskabskarakteristika for moralsk autoritet og administrative færdigheder. Siena College Research Institutes 2022-undersøgelse rangerede Trump som nummer 43 ud af 45 præsidenter. Han blev rangeret nær bunden i alle kategorier undtagen held, risikovillighed og partiledelse, og han rangerede sidst i flere kategorier.

### Udgivelser af Donald Trump
- Trump, Donald (1987). Trump: The Art of the Deal (engelsk). [Ghostwriter: Schwartz, Tony]. Random House. ISBN 978-0-345-47917-4.
- Trump, Donald (1990). Trump: Surviving at the Top (engelsk). [Ghostwriter: Leerhsen, Charles]. Random House. ISBN 978-0-394-57597-1.
- Trump, Donald (1997). Trump: The Art of the Comeback (engelsk). [Ghostwriter: Bohner, Kate]. Times Books. ISBN 978-0-8129-2964-5.
- Trump, Donald (2000). The America We Deserve (engelsk). [Ghostwriter: Shiflett, Dave]. Renaissance Books. ISBN 978-1-580-63131-0.
- Trump, Donald (2004). Trump: How to Get Rich (engelsk). [Ghostwriter: McIver, Meredith]. Random House. ISBN 978-0-345-48103-0.
- Trump, Donald (2004). The Way to the Top: The Best Business Advice I Ever Received (engelsk). Crown Business. ISBN 978-1-4000-5016-1.

### Anden litteratur
- Blair, Gwenda (2000). The Trumps: Three Generations That Built an Empire. Simon & Schuster. ISBN 978-0-6848-0849-9.
- Blair, Gwenda (2015) [2001]. The Trumps: Three Generations That Built an Empire. Simon & Schuster. ISBN 978-1-5011-3936-9.
- Buettner, Russ; Craig, Susanne (2024). Lucky Loser: How Donald Trump Squandered His Father's Fortune And Created The Illusion of Success. Penguin Press. ISBN 978-0-593-29864-0.
- D'Antonio, Michael (2015). Never enough : Donald Trump and the pursuit of success. Thomas Dunne Books, St. Martin's Press. ISBN 978-1-250-04238-5.
- Haberman, Maggie (2022). Confidence Man: The Making of Donald Trump and the Breaking of America. Penguin Press. ISBN 978-0-593-29734-6.
- Harvey, Michael (2022). "Introduction: History's Rhymes".  I Harvey, Michael (red.). Donald Trump in Historical Perspective. Routledge. doi:10.4324/9781003110361-1. ISBN 978-1-003-11036-1.
- Hassan, Steven (2019). The Cult of Trump. Simon & Schuster. ISBN 978-1-9821-2733-6.
- Johnston, David Cay (2016). The Making of Donald Trump. Melville House Publishing. ISBN 978-1-61219-658-9.
- Johnston, David Cay (2021). The Big Cheat: How Donald Trump Fleeced America And Enriched Himself And His Family. Simon & Schuster. ISBN 978-1-9821-7804-8.
- Kakutani, Michiko (2018). "The Firehose of Falsehood: Propaganda and Fake News". The Death of Truth: Notes on Falsehood in the Age of Trump. Crown/Archetype. ISBN 978-0-525-57484-2.
- Kranish, Michael; Fisher, Marc (2017) [2016]. Trump Revealed: The Definitive Biography of the 45th President. Simon & Schuster. ISBN 978-1-5011-5652-6.
- O'Brien, Timothy L. (2005). TrumpNation: The Art of Being The Donald. Warner Books. ISBN 978-0-446-57854-7.
- Meacham, Jon (2016). Destiny and Power: The American Odyssey of George Herbert Walker Bush. Random House. ISBN 978-0-8129-7947-3.
- O'Donnell, John R.; Rutherford, James (1991). Trumped!. Crossroad Press Trade Edition. ISBN 978-1-946025-26-5.